# Germania inferior

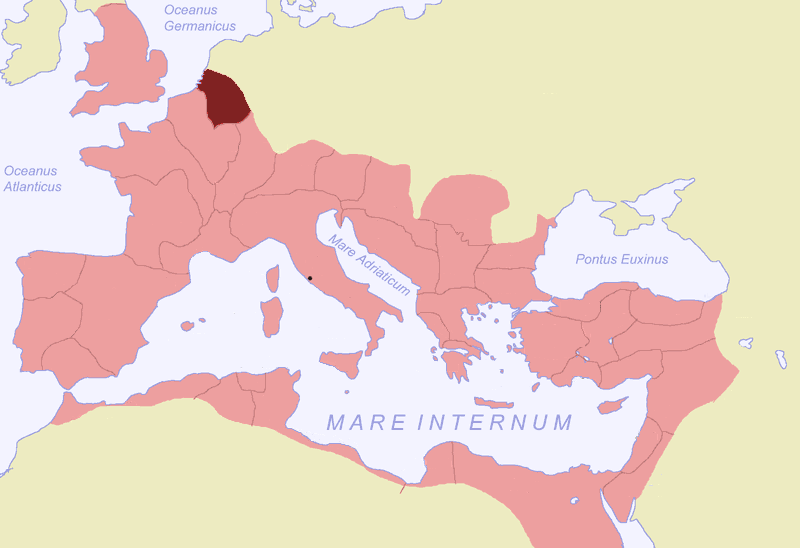
Lage der Provinz

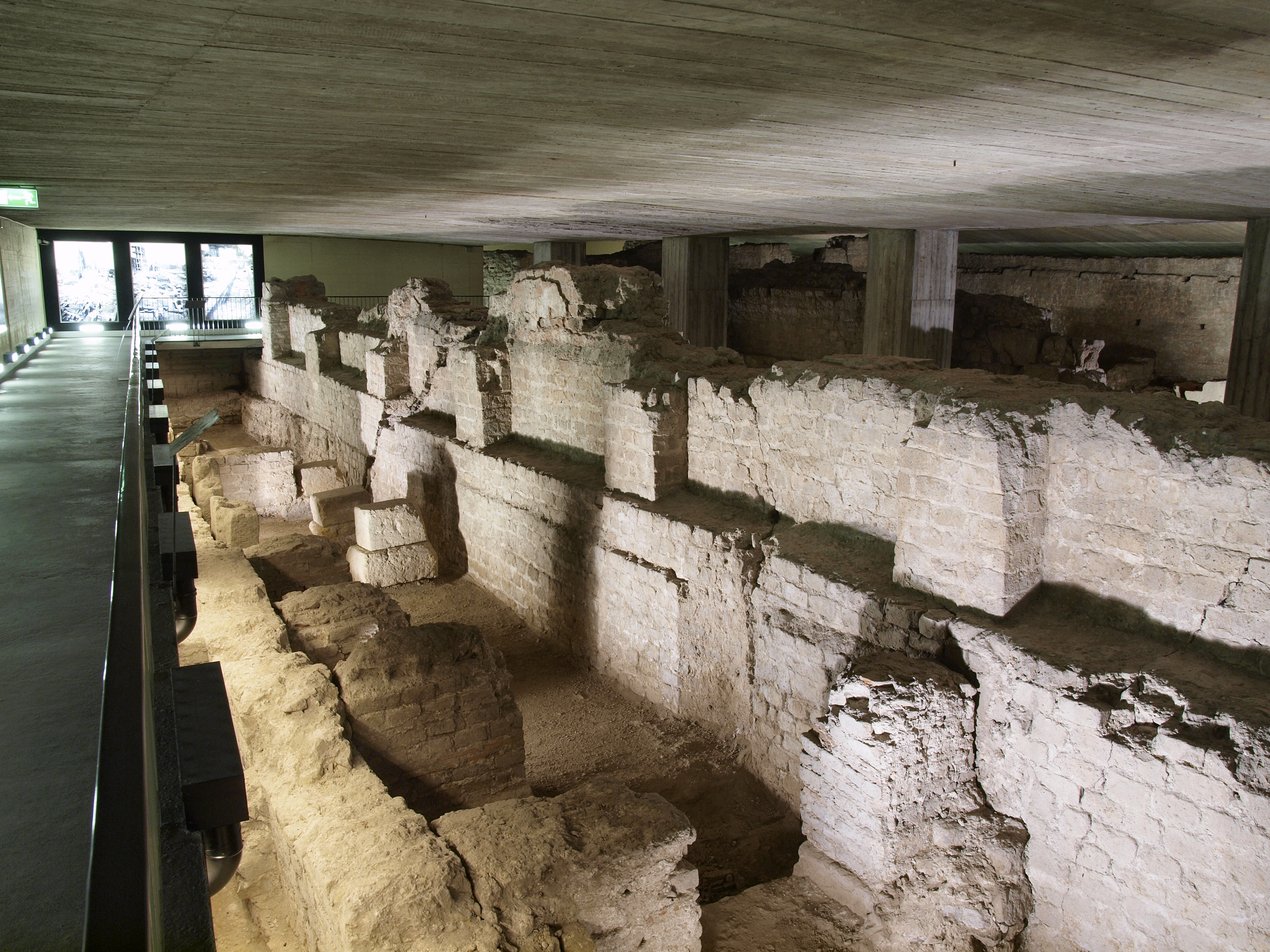
Das Praetorium in Köln, der Sitz des Statthalters der Provinz Niedergermanien

Germania inferior („Niedergermanien“) war eine römische Provinz. Sie umfasste die westlich des Rhein gelegenen Teile der heutigen Niederlande und Deutschlands sowie Teile von Belgien. Seit Augustus war dieses Gebiet ein Heeresbezirk, der verwaltungstechnisch zu Gallien gehörte. Die Provinz wurde erst unter Domitian um 85 n. Chr. eingerichtet. Ihre Hauptstadt und Sitz der Statthalter von Niedergermanien war die Colonia Claudia Ara Agrippinensium, das heutige Köln. Im Zuge einer spätantiken Verwaltungsreform erfolgte dann die Einrichtung der Germania secunda.
Germania inferior war die nördliche Nachbarprovinz von Germania superior (Obergermanien) und lag östlich der Belgica.

## Geschichte

Die ethnisch-politische Lage der römischen Rheingrenze um 70 n. Chr.

Zu ersten Begegnungen zwischen römischen Truppen und gallischen beziehungsweise germanischen Stämmen im Gebiet der späteren Provinz kam es um 50 v. Chr. während des Gallienfeldzuges von Gaius Iulius Caesar.

Römische Provinzen unter Trajan (117 n. Chr.)

Eine dauernde römische Militärpräsenz begann mit den Feldzügen des Drusus ab 12 v. Chr. Nachdem die Feldzüge im rechtsrheinischen Germanien, zuletzt unter Führung des Germanicus, eingestellt worden waren, blieben vier Legionen in festen Lagern stationiert: zwei Legionen in Xanten/Vetera sowie jeweils eine Legion in Neuss und Bonn.
Zu Beginn des Vierkaiserjahres 69 wurde Vitellius, der Oberkommandierende des Heeres in Niedergermanien, von der in Bonn stationierten Legion zum Kaiser ausgerufen. In der Folge zog er mit den ihm zur Verfügung stehenden Streitkräften nach Italien. Wohl aus Unzufriedenheit von Soldaten aus dem Stamm der Bataver über die Behandlung durch Vitellius kam es unter der Führung des Iulius Civilis im Jahr 69 zum Aufstand der Bataver. Dabei wurde unter anderem das Legionslager Vetera in der Nähe des heutigen Xanten vernichtet. Die offizielle Einrichtung der Provinz erfolgte schließlich unter Kaiser Domitian.

### Seit Einrichtung der Provinz

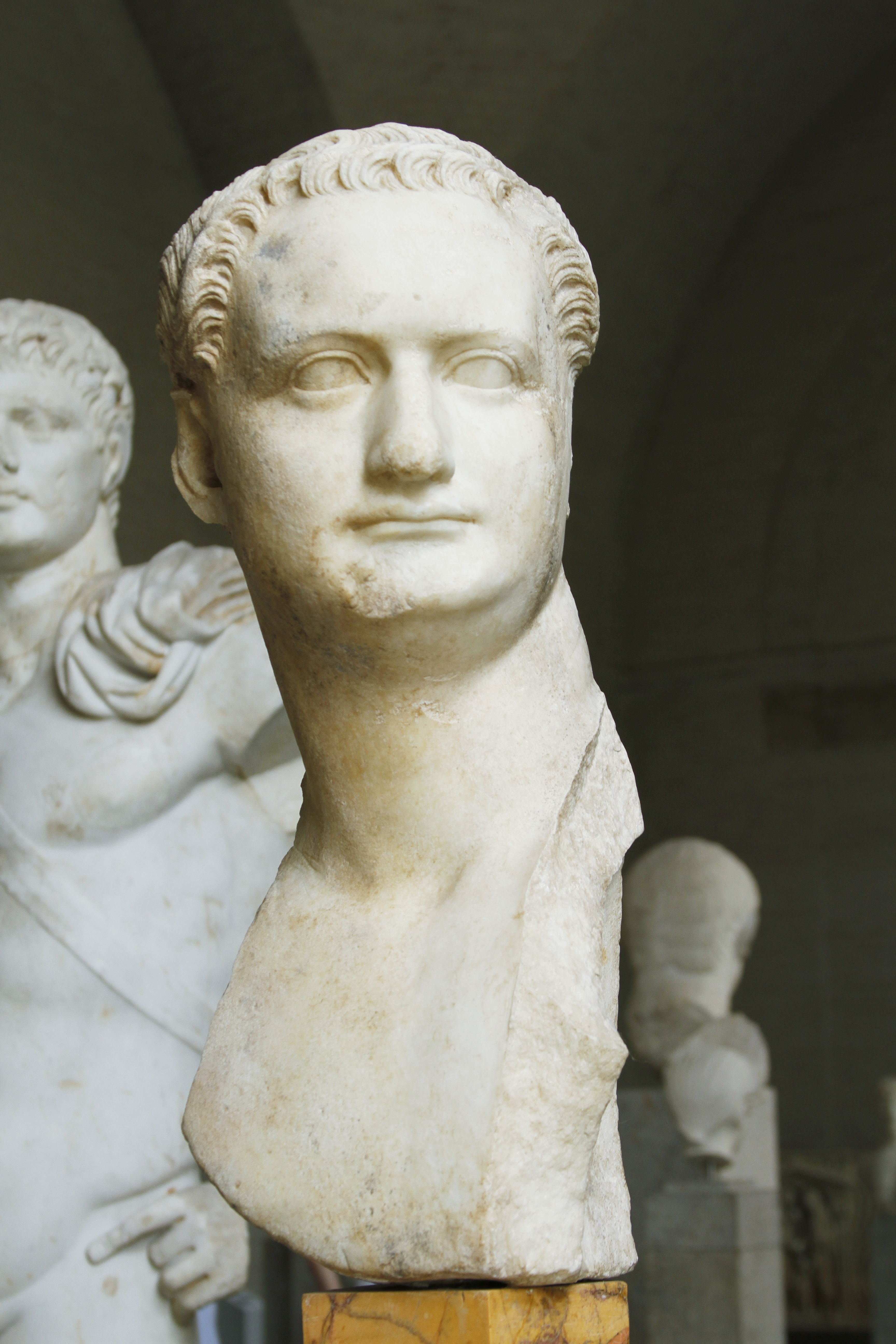
Unter Domitian (Büste in den Kapitolinischen Museen, Rom) wurde die Provinz Niedergermanien eingerichtet.

Seit dem späten ersten Jahrhundert erlebte die Provinz einen Aufschwung. Die Errichtung eines Abschnitts der Kölner Stadtmauer an der Rheinseite lässt sich mit Hilfe der Dendrochronologie in die Jahre 89/90 datieren. In domitianischer Zeit wurde wahrscheinlich auch die Eifelwasserleitung nach Köln gebaut.
Kaiser Trajan hielt sich nach seiner Thronerhebung im Spätherbst und Winter 97/98 einige Monate in Köln auf. Die Erhebung der Siedlung bei Xanten zur Colonia Ulpia Traiana erfolgte um 100 n. Chr., mit dem Bau der Xantener Stadtmauer wurde wohl im Jahr 105/106 begonnen.
Bis in die Zeit um 230 herrschte an der Rheingrenze offenbar weitgehend Friede. Danach lassen sich erste kriegerische Ereignisse erschließen. Nach kriegerischen Auseinandersetzungen mit Germanen kamen im Jahr 256 Kaiser Valerian und sein Sohn Gallienus an die Grenze. Sie bezogen in Köln Quartier, hier wurde auch eine Münzstätte eingerichtet. Während Valerian bis zu seiner Gefangennahme durch die Sassaniden unter Schapur I. vor allem im Osten des Reiches Krieg führte, blieb Gallienus im Westen. Im Jahr 259 konnte er Alamannen und Juthungen besiegen, die nach Italien eingefallen waren. Seinen Sohn Saloninus ließ er in Köln zurück, unter anderem in Begleitung eines hohen Würdenträgers mit Namen Postumus.
Nach einem Einfall feindlicher Franken gelang es den am Rhein stationierten römischen Truppen, die Eindringlinge auf dem Rückweg zu besiegen und ihnen ihre Beute abzunehmen. Postumus gestattete den Soldaten, die Beute zu behalten und wurde 260 zum Kaiser des Gallischen Sonderreiches ausgerufen. Saloninus, der sich noch zum Kaiser ausrufen ließ, verschanzte sich in Köln. Der Usurpator Postumus belagerte die Stadt, Saloninus wurde ausgeliefert und zusammen mit seinem Erzieher ermordet. Köln wurde zunächst Hauptstadt des Imperium Galliarum, vor dem Ende des Sonderreiches übernahm Trier noch diese Funktion. Kaiser Aurelian bezwang 274 schließlich Tetricus I. als letzten Herrscher des Gallischen Sonderreiches und gliederte dieses wieder dem Imperium ein.
Die Unruhen des 3. Jahrhunderts sind in Niedergermanien archäologisch nachweisbar. So wurde die damals zweitwichtigste Stadt der Provinz, die Colonia Ulpia Traiana (ebenfalls nahe dem heutigen Xanten), im Jahr 275 durch Germanen zu weiten Teilen zerstört, so wie auch das Kastell Vetera II, das als Ersatz für das zerstörte Vetera I errichtet worden war, vernichtet wurde. Eine Reihe von römischen Villen ist wohl in den 270er und 280er Jahren zerstört worden. Straßen und Siedlungen wurden mit Kleinbefestigungen, so genannten burgi gesichert. Für den Burgus Villenhaus ist beispielsweise eine Erbauung nach 268 durch Münzfunde gesichert.
Im Zuge der unter Kaiser Diokletian begonnenen spätantiken Verwaltungsreformen wurde die Provinz in Germania secunda umbenannt.

### Statthalter
Die Quellenlage zu den Statthaltern der Provinz ist nicht einheitlich. Bekannte Persönlichkeiten sind etwa die nachmaligen Kaiser Vitellius und Didius Julianus. Andere sind nur von epigraphischen Zeugnissen bekannt. Da einige Amtsinhaber unbekannt sind, weist die Liste der Statthalter von Niedergermanien Lücken auf.

## Ausdehnung
Im Osten war der Rhein die Grenze der Provinz, im Norden reichte sie bis an die Nordsee. Die Ausdehnung im Westen wurde in der Wissenschaft diskutiert. Es ist gesichert, dass sich das Gebiet bis in den Bereich der Maas erstreckte, in der jüngeren Forschung wird auch das Gebiet der Tungerer östlich der Maas hinzugerechnet. Im Süden bildete der Vinxtbach die Grenze zur Provinz Obergermanien.
Die geologischen Bedingungen im Bereich der Provinz Niedergermanien sind relativ differenziert. Nördlich der Mittelgebirge, also von Eifel und Ardennen im Süden, befindet sich eine breite Lösszone. Diese geht schließlich in lehmigere Alluvialböden über.
In den Mittelgebirgen sind gute Böden selten. Dort vorkommende Erze (beispielsweise Eisen- und Bleierz) wurden nachweislich in römischer Zeit gefördert. Steinbrüche lieferten Baumaterial, aber auch Material für Steinsärge. Der Lösslehm der Bördenlandschaften ist in der Niederrheinischen Bucht (Jülich-Zülpicher Börde) weiträumig in fruchtbare Parabraunerden umgewandelt, die sehr gute Voraussetzungen für den Ackerbau bieten. Die nördlich anschließenden lehmigeren Böden (etwa auf der Kempener Lehmplatte) wurden in römischer Zeit wohl vorwiegend als Weide für die Großviehhaltung genutzt.

## Bevölkerung
Aus lateinischen Quellen sind Namen verschiedener einheimischer Stämme überliefert. Im Bereich des Mündungsdeltas des Rheins lebten demnach Bataver. Südlich daran schloss sich das Siedlungsgebiet der Cugerner an. Die Ubier werden im Süden der Niederrheinischen Bucht lokalisiert. Östlich von diesen befand sich das Territorium der Sunuker.
Diejenigen Bevölkerungsteile, die durch Inschriftenfunde erkennbar sind, weisen zusätzlich auf zugewanderte Personen aus unterschiedlichen Teilen des Römischen Reiches hin. Dazu gehören etwa Soldaten, die nach Herkunftsangaben ihrer Grabsteine aus entfernten Regionen stammen können.
Aus der Antike sind keine Bevölkerungszahlen aus der Provinz überliefert. Die Ermittlung von Daten kann daher nur auf Schätzungen beruhen, die etwa die mutmaßliche Besiedlungsdichte innerhalb von Siedlungen und deren flächenmäßiger Größe sowie den Abstand und die vermutliche Einwohnerzahl von Villen berücksichtigen. Für das ummauerte Stadtgebiet von Köln schwanken die Schätzungen für das 2. Jahrhundert zwischen 20.000 und 40.000 Personen. In den zivilen Vici dürften demnach vermutlich noch etwa weitere 40.000 Personen gelebt haben. Die Bevölkerungszahl in den Villen mag bei ungefähr 75.000 Personen gelegen haben. Zusammen mit den Truppen ergibt die Schätzung in dieser Zeit für den Verwaltungsbereich der CCAA eine Einwohnerschaft von etwa 150.000 Menschen. Nördlich der fruchtbaren Lössgebiete oder auch in der Eifel ist bei anderen Wirtschaftsbedingungen mit einer geringeren Besiedlungsdichte zu rechnen.

## Gräber

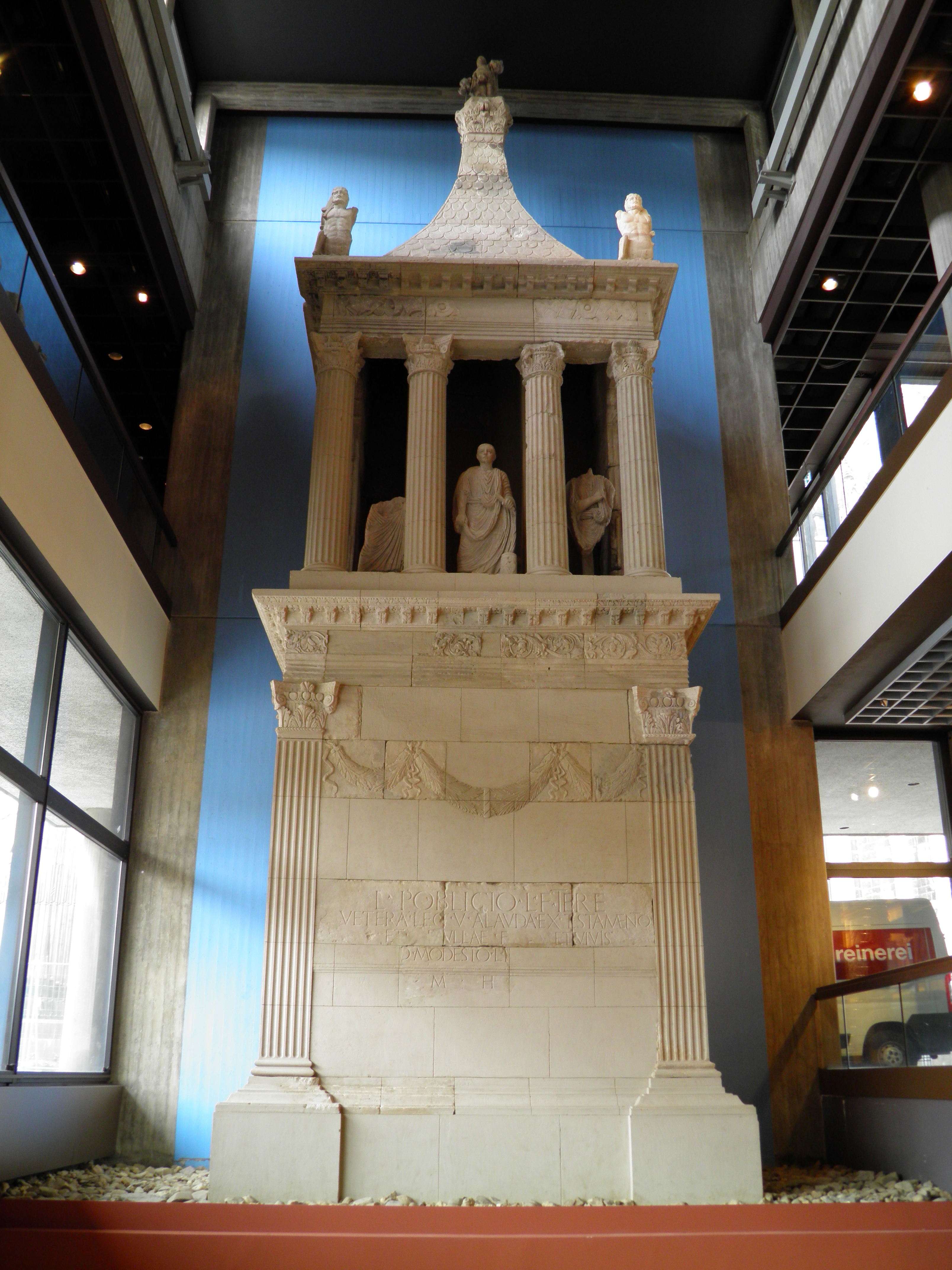
Das Grabmal des Poblicius aus Köln

Anthropologische Auswertungen der Knochenreste aus Bestattungen können Aussagen über die Menschen selbst ermöglichen, also etwa über Alter, Geschlecht, Körpergröße oder Krankheiten. Darüber hinaus sind in Niedergermanien unterschiedliche Bestattungssitten beobachtet worden. Bis ins 3. Jahrhundert herrscht die Brandgrabsitte vor. Es werden unterschiedliche Formen von Brandbestattungen beobachtet, etwa solche in Aschenkisten oder Urnen, Brandschüttungsgräber, aber auch die Form des Bustum, bei dem der Scheiterhaufen direkt über der Grabgrube errichtet wurde. Seit dem Ende des 2. Jahrhunderts nahm die Zahl der Körpergräber langsam zu, am Ende des 3. Jahrhunderts waren Körperbestattungen die Regel.
Funde von menschlichen Knochen aus den antiken städtischen Gräberfeldern von Köln wurden im Mittelalter verschiedentlich mit Märtyrern in Verbindung gebracht, die Gebeine wurden als Reliquien verehrt. In der auf dem Gräberfeld im Norden der Stadt liegenden Kirche St. Ursula ist in der Goldenen Kammer eine große Anzahl vermeintlicher Märtyrergebeine zur Gestaltung der Wände verwendet worden. Auf den antiken Gräberfeldern liegen beispielsweise St. Gereon im Osten oder St. Severin im Süden der Stadt. In Xanten wurden beispielsweise unter St. Viktor römische Bestattungen entdeckt, die an dieser Stelle zum Teil ebenfalls mit einer Märtyrerverehrung in Verbindung gebracht worden sind. Aus Nijmegen sind ebenfalls zahlreiche Bestattungen aus den städtischen Gräberfeldern bekannt.
In der Nähe des Militärlagers Bonn sind an verschiedenen Stellen Gräber gefunden worden, allein an der Irmintrudisstraße wurden fast 300 Bestattungen entdeckt. Aus Neuss ist ein Gräberfeldareal mit zahlreichen Brandbestattungen bekannt. Die Nekropole des Kastells Gelduba ist mit über 6000 ausgegrabenen und publizierten Bestattungen aus römischer Zeit und dem frühen Mittelalter die größte ihrer Art in der Provinz.
Ausschnitte von Vicusgräberfeldern wurden etwa bei Rheydt-Mülfort oder in Jülich gefunden. Auch in Zülpich ist ein größeres Gräberfeldareal ausgegraben worden.
Die Anzahl der bei römischen Gutshöfen gefundenen Gräber und Grabgruppen und auch die Anzahl der Bestattungen pro Grabgruppe ist nicht einheitlich. Auch bei großflächigen Ausgrabungen sind manchmal nur einzelne oder gar keine Gräber zu einer Villa rustica bekannt. In größeren Grabgruppen können über 30 Individuen liegen.

### Grabdenkmäler und Grabsteine

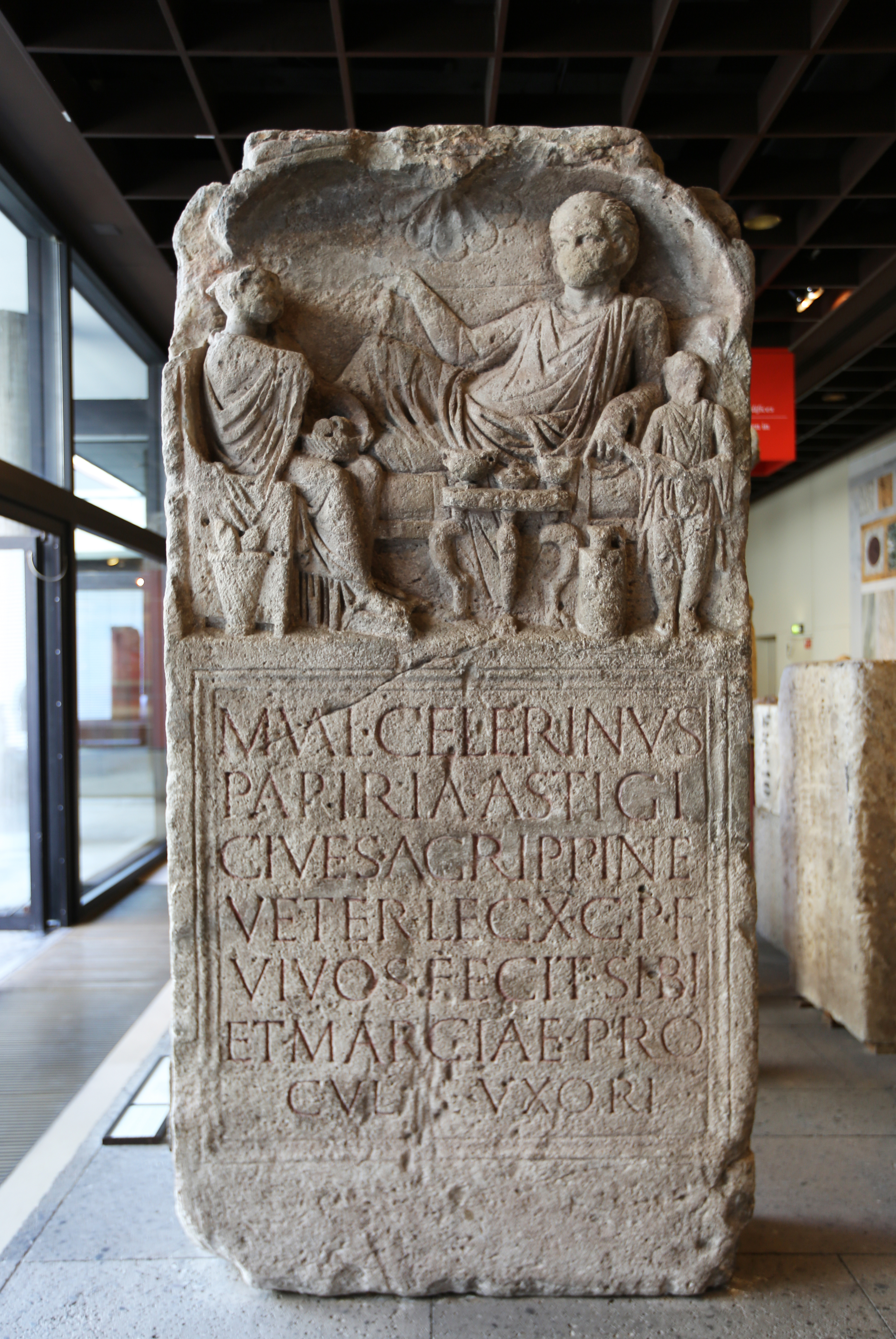
Grabstein des Marcus Valerius Celerinus und seiner Frau Marcia Procula, Köln.

In Niedergermanien sind zahlreiche Grabdenkmäler (beziehungsweise Teile davon) und Grabsteine erhalten. Zu den bekanntesten Denkmälern gehört das Grabmal des Poblicius im Römisch-Germanischen Museum Köln. Der Caeliusstein, ein Kenotaph des in der Varusschlacht vermissten Zenturionen Marcus Caelius, befindet sich im Rheinischen Landesmuseum Bonn. Auf den Grabsteinen sind oft Daten wie der Name des oder der Verstorbenen, der Beruf, bei Soldaten auch die militärische Einheit und die Dienstzeit sowie die Herkunft überliefert. In den meisten Fällen sind die Grabmale aber keiner konkreten Brand- oder Körpergrabstätte mehr zuweisbar.

### Grabkammern

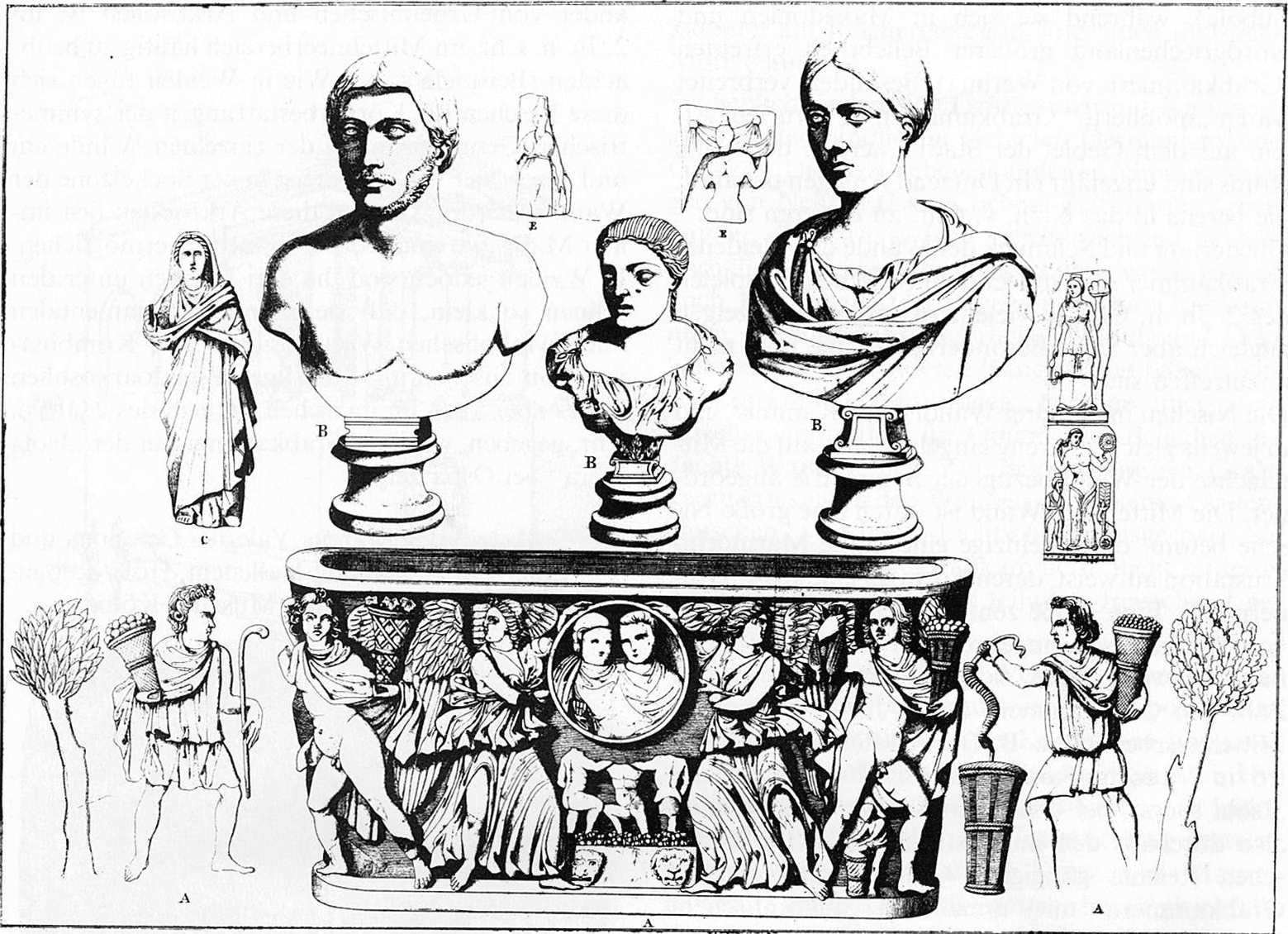
Inventar des Römergrabes Köln-Weiden nach einem Stich von 1843.

Das Römergrab Köln-Weiden ist eine bedeutende Grabanlage. Zur Ausstattung gehören unter anderem ein Marmorsarkophag aus der Zeit um 300, die steinerne Nachahmung eines römischen Korbstuhls sowie mehrere Büsten (der Verstorbenen). Das Untergeschoss der Weidener Grabkammer ist als Speisesaal (Triclinium) gestaltet, möglicherweise konnten hier Gedächtnisfeiern für die Toten stattfinden. Aus Köln und dem Kölner Umland sind noch weitere Grabkammern bekannt, die aber schlichter gestaltet sind, beispielsweise das Römergrab in Efferen.

### Grabbeigaben
Viele Grabbeigaben in Niedergermanien sind Gebrauchsgüter und ermöglichen daher einen Einblick in die Sachkultur der lebenden Bevölkerung. Von Speise- und Getränkebeigaben ist oft nur das Geschirr erhalten. Zu den bedeutenden Funden gehören etwa Diatretgläser aus Kölner Gräbern des 4. Jahrhunderts. Die Parfumflasche in Form eines Gladiatorenhelms aus Köln gehört in den Bereich von Kosmetikbeigaben.
Die Beigabensitten sind innerhalb des Römischen Reiches nicht einheitlich, selbst in der Provinz Niedergermanien gibt es regionale Unterschiede. Kännchen mit seitlichem Ausguss (Gefäßtyp Niederbieber 64), von denen meist drei Stück ins Grab gelegt wurden, sind beispielsweise in Köln und dem südlichen Niedergermanien relativ häufig, weiter nördlich wie in Gelduba/Krefeld-Gellep oder auch weiter im Süden in Obergermanien sind sie selten. Im südlichen Niedergermanien wurden auch häufiger Beigaben in seitlichen Nischen deponiert, wie etwa in Krefeld-Gellep Grab 3223. Auch im Lauf der Zeit haben sich Beigabensitten in Niedergermanien verändert. So kommen etwa Öllampen wie in der Aschenkiste Grab 3639 von Krefeld-Gellep bis ins frühe 3. Jahrhundert öfters in Gräbern vor, in der Spätantike sind nur noch wenige Lampenbeigaben nachweisbar.

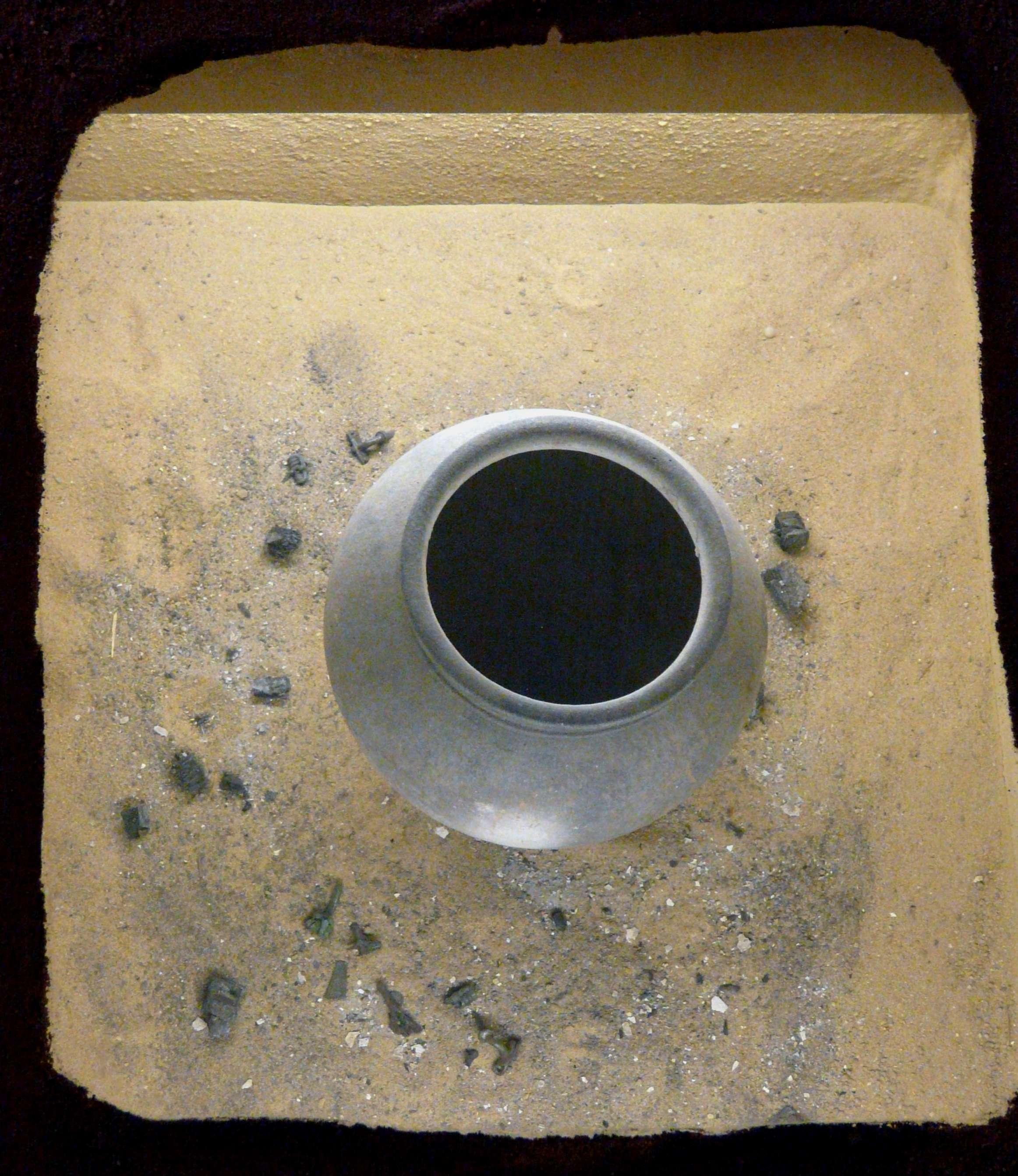
Krefeld-Gellep, Urnengrab 3445.
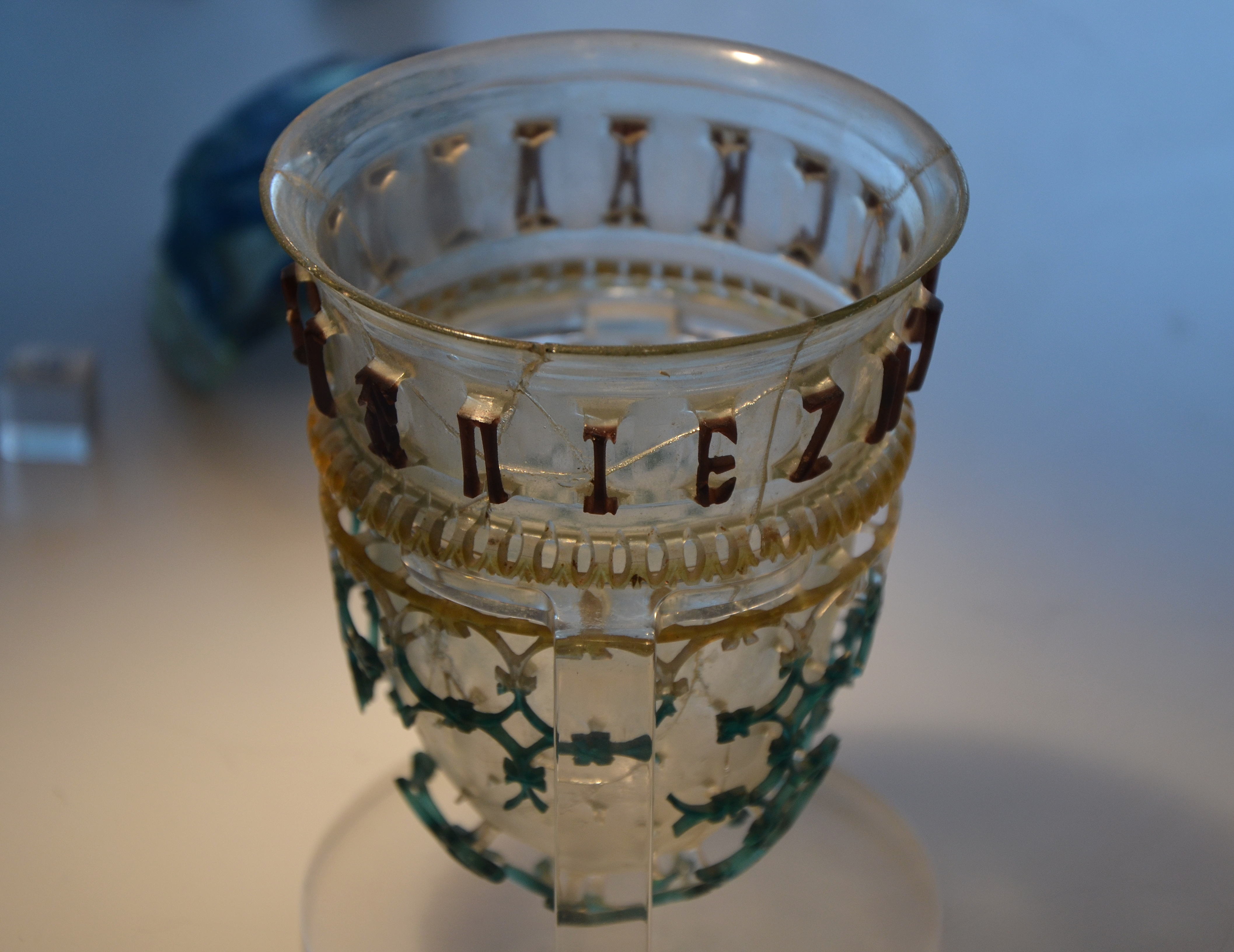
Diatretglas, Köln-Braunsfeld
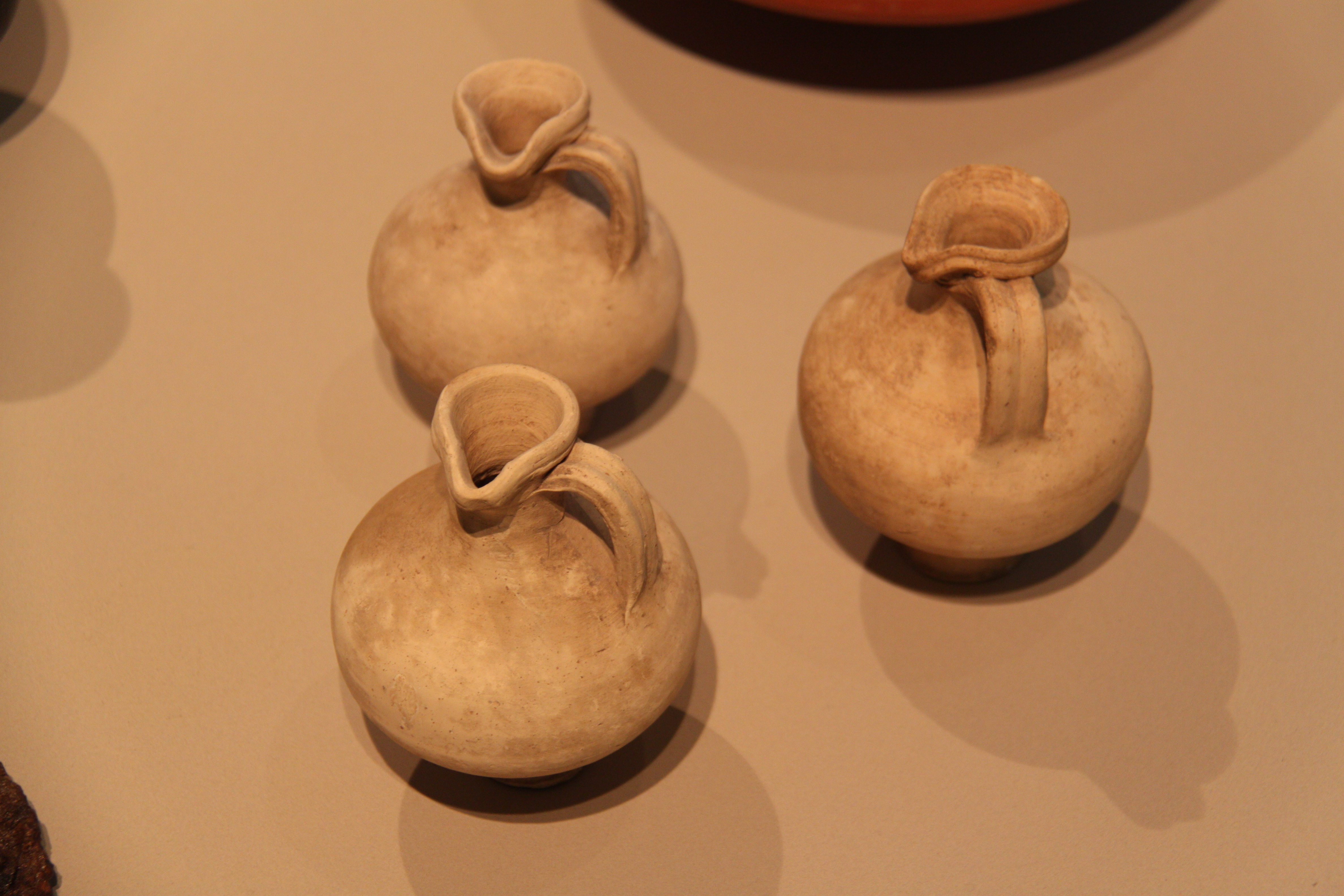
Kännchen mit seitlichem Ausguss des Typs Niederbieber 64
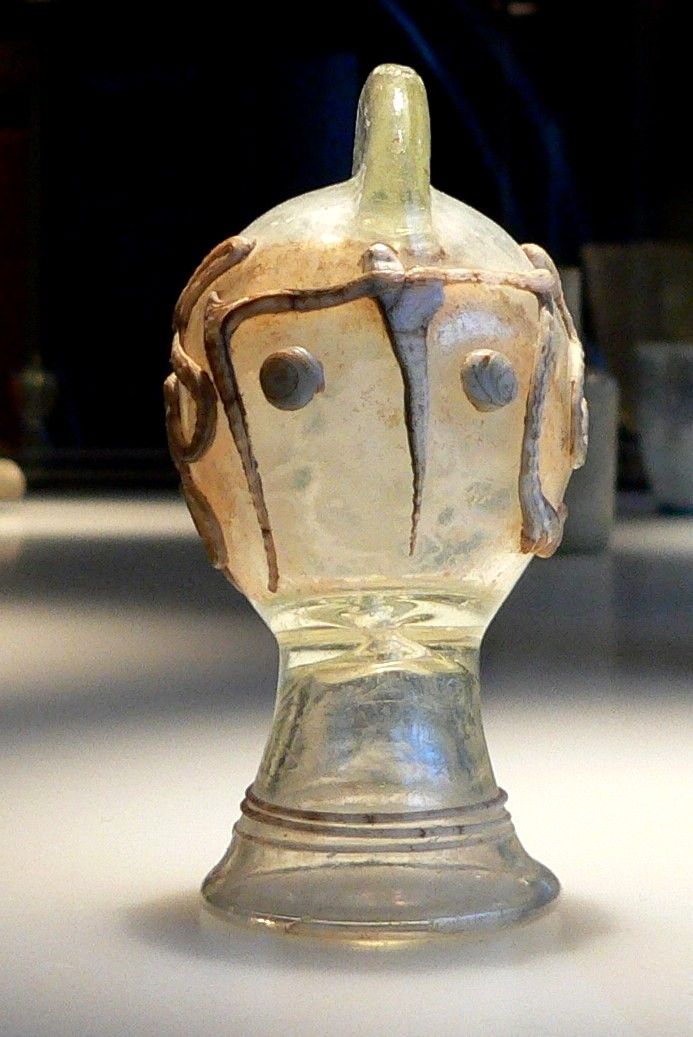
Parfumbehälter aus Köln
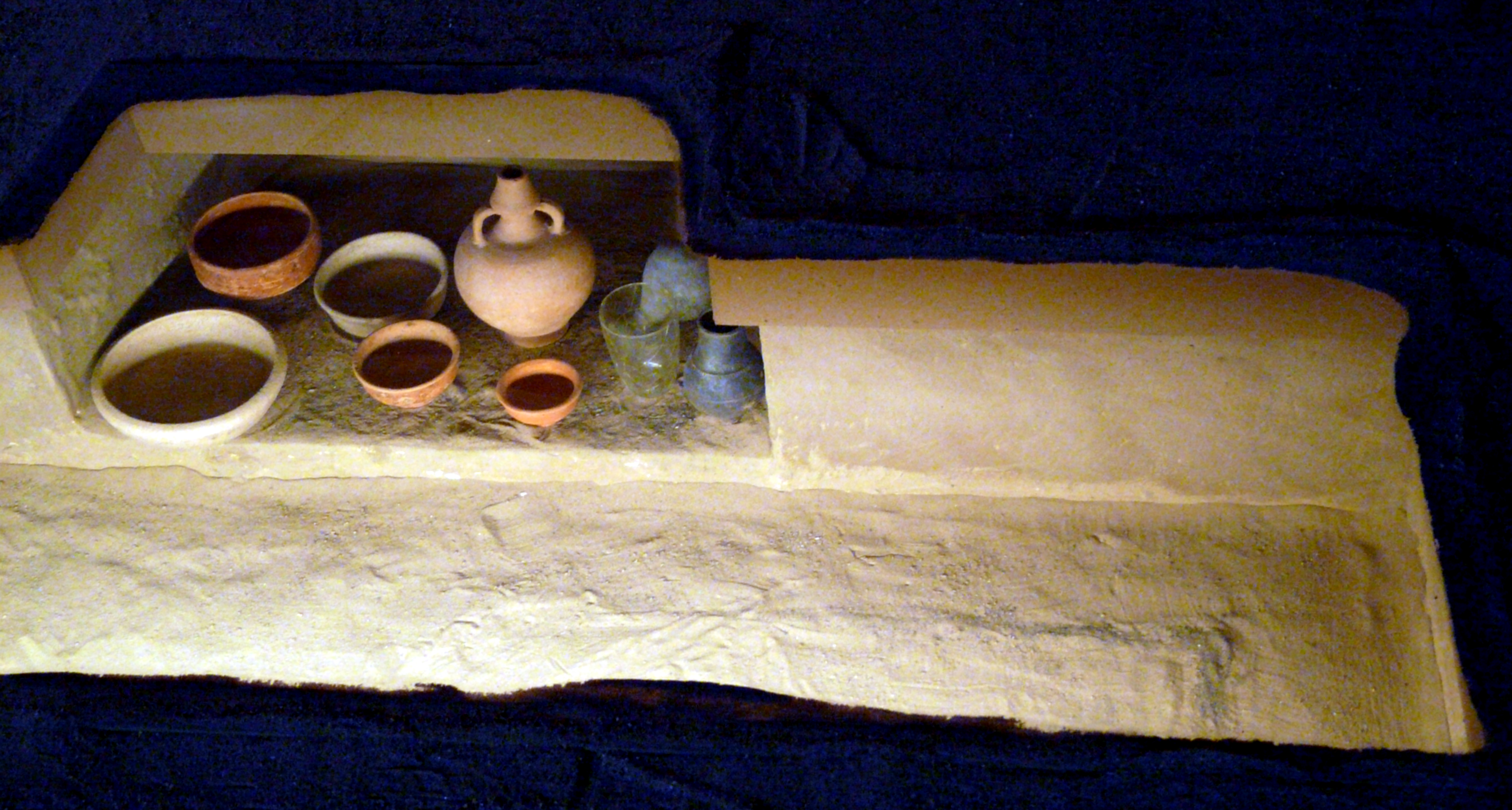
Krefeld-Gellep Grab 3223
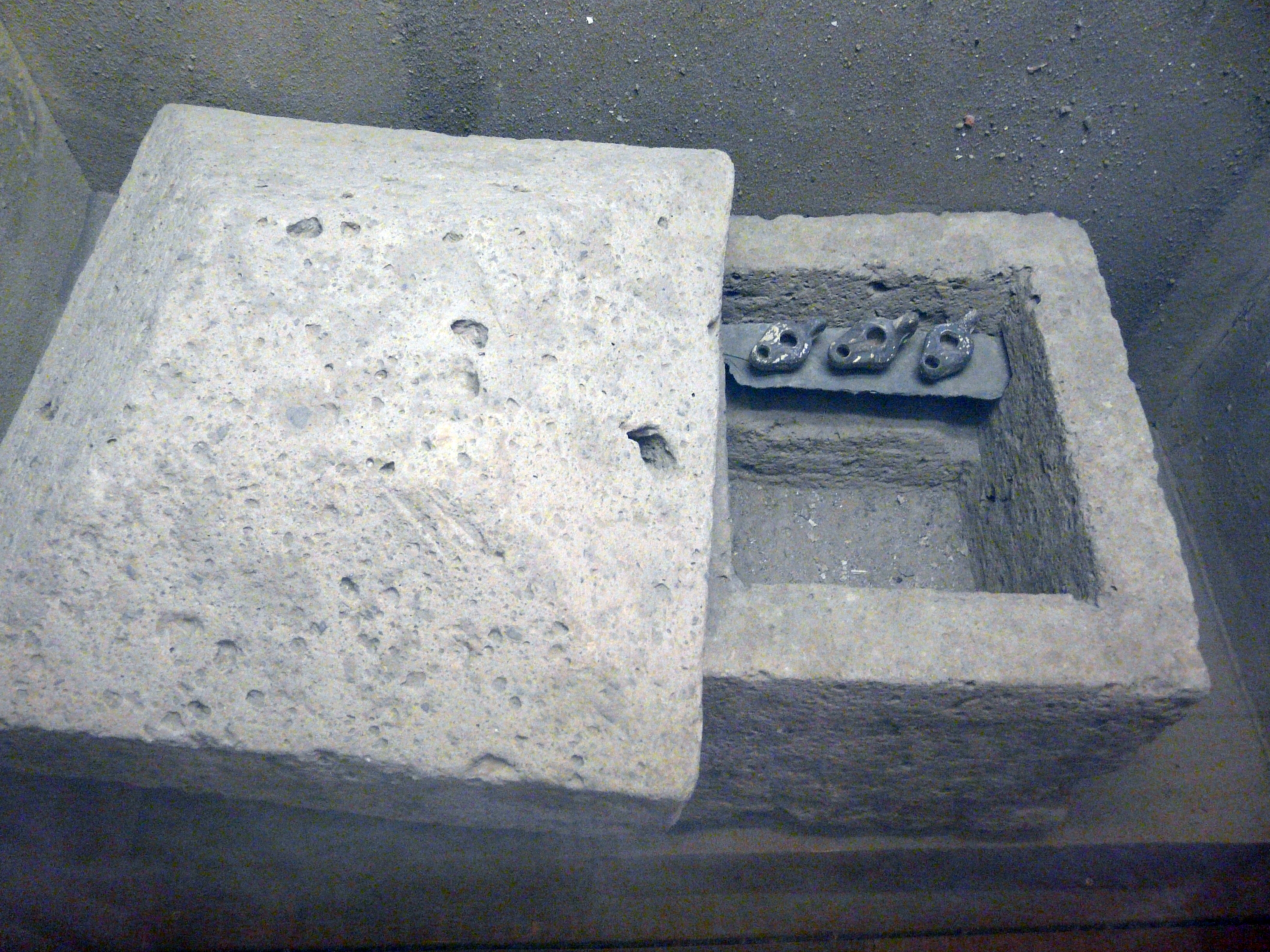
Krefeld-Gellep Grab 3639

## Besiedlung

### Städtische Siedlungen

#### Köln

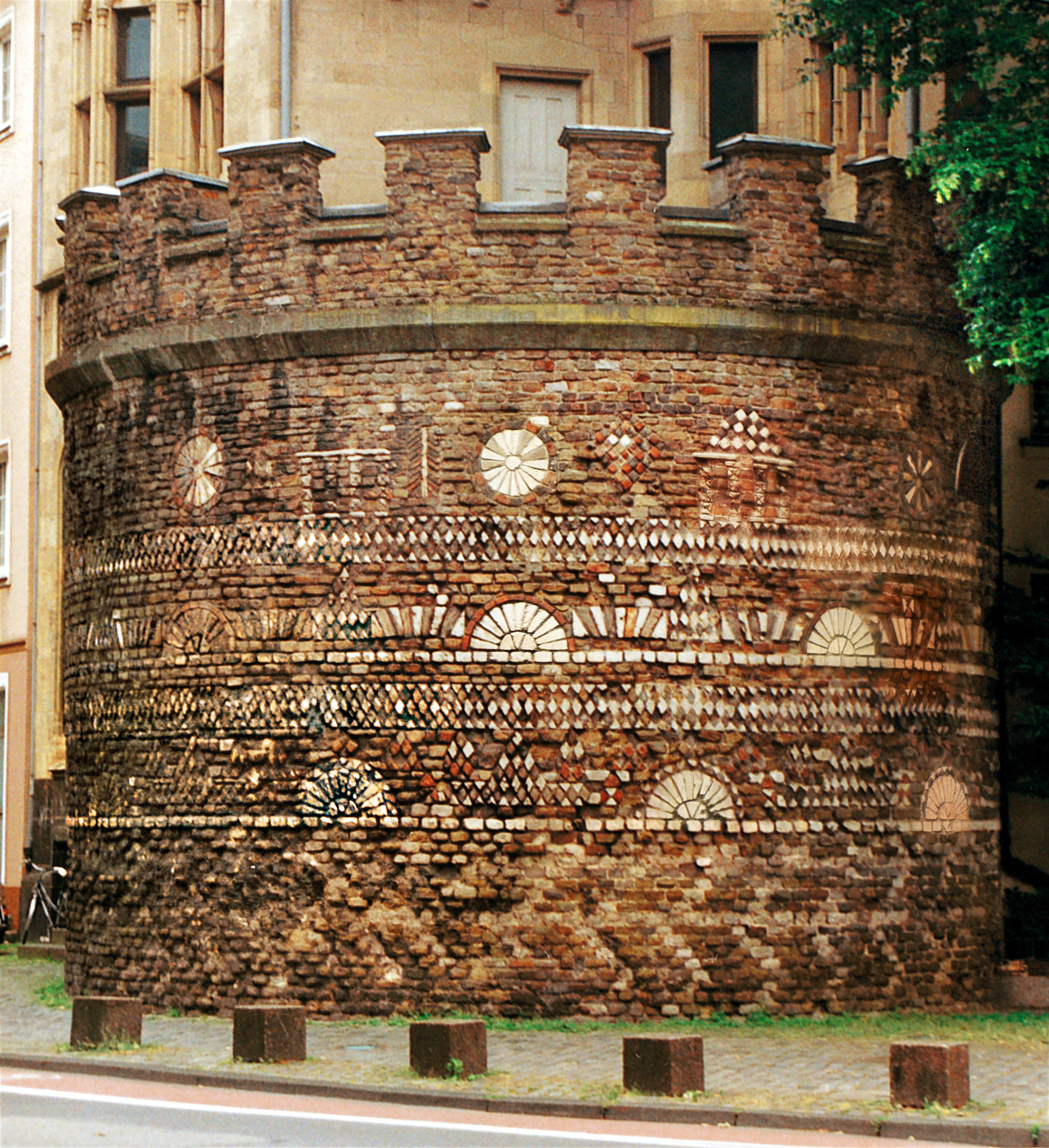
Eckturm (Römerturm) der römischen Stadtmauer von Köln.

Die Hauptstadt der Provinz war Köln, die antike Colonia Claudia Ara Agrippinensium, die im Jahr 50. n. Chr. das Stadtrecht erhalten hat. Der etwa 96 Hektar große Stadtkern war von einer Mauer umschlossen, die nach dendrochronologischen Untersuchungen an der Rheinseite im Jahr 89/90 errichtet worden ist. Die Stadt war offenbar am Reißbrett geplant, sie ist in insulae unterteilt. In Köln war der Statthalter der Provinz stationiert, der Statthalterpalast, das Praetorium, ist öffentlich zugänglich. Einige Decurionen, also Mitglieder des Stadtrates, sind von Inschriften namentlich bekannt. Der Kölner Decurio Masclinius Maternus starb im Jahr 352, der Stadtrat hat also noch in der Spätantike bestanden. Zu den öffentlichen Bauten gehörten Tempel, von denen archäologische Überreste nachgewiesen sind. Nach der Überlieferung bei Sueton soll im Kölner Marsheiligtum ein Schwert von Iulius Caesar aufbewahrt worden sein, welches Vitellius bei seiner Usurpation an sich nahm. Thermenanlagen und Brunnen, aber auch einige Privathäuser wurden durch eine Fernwasserleitung versorgt. Ein Amphitheater ist bislang nur indirekt durch Inschriften (etwa für einen Gladiatorenarzt), nicht aber durch Baubefunde nachgewiesen. Nachweise eines gehobenen Lebensstils in Privathäusern bieten etwa Mosaiken, etwa im Peristylhaus mit dem Dionysosmosaik oder Wandmalereien.

#### Xanten

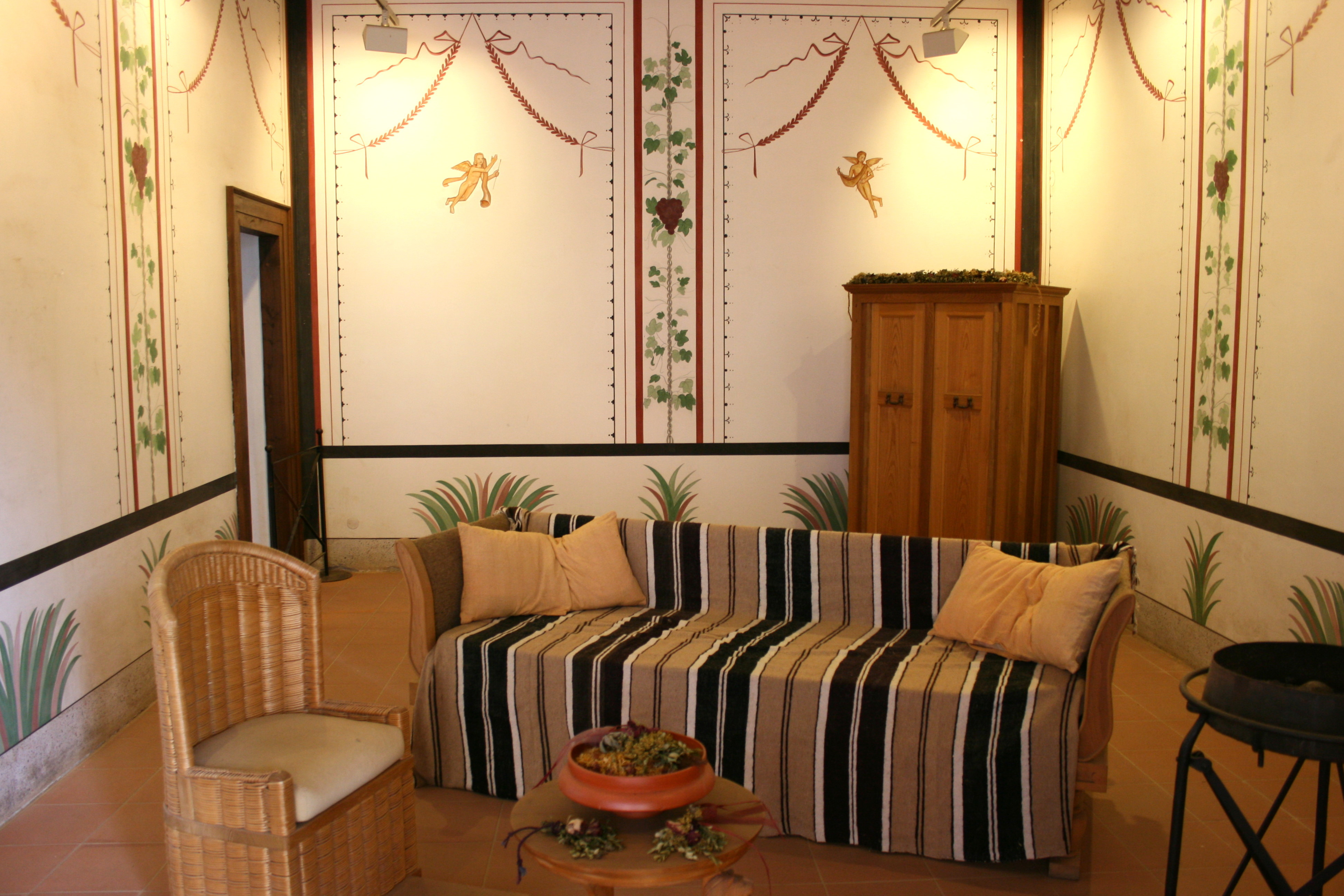
Innenraumrekonstruktion im Archäologischen Park Xanten

Die Colonia Ulpia Traiana bei Xanten ist nach der Antike nicht überbaut worden und bietet daher besonders gute Forschungsmöglichkeiten. Das in insulae gegliederte ummauerte Stadtgebiet hat eine Größe von etwa 72 Hektar. Heute ist die römische Stadt als Archäologischer Park museal erschlossen und geschützt. Ursprünglich vorhandene Steinbauten wurden durch Steinraub stark in Mitleidenschaft gezogen, so ist die Stadtmauer nicht erhalten und in Teilen rekonstruiert. Auch innerhalb des Geländes sind einige Bauwerke ganz oder teilweise rekonstruiert, dazu gehören etwa der Hafentempel oder ein Gallo-römischer Umgangstempel. Im Bereich der öffentlichen Thermen wurde das RömerMuseum errichtet, in dem archäologische Funde ausgestellt sind. Das Amphitheater wird für Open-Air-Veranstaltungen genutzt. In den Herbergsthermen ist eine funktionsfähige Badeanlage neu aufgebaut worden, Nachbauten von Wohn- und Handwerkerhäusern vermitteln einen Eindruck vom Alltag in der Stadt.

#### Nijmegen
Die bei einem Militärlager liegende Zivilstadt Ulpia Noviomagus Batavorum, das heutige Nijmegen, war der Hauptort der civitas Batavorum. Teile der Zivilstadt wurden durch Überschwemmung der Waal in nachrömischer Zeit zerstört. Von der Stadtmauer ist ein Teil archäologisch nachgewiesen.

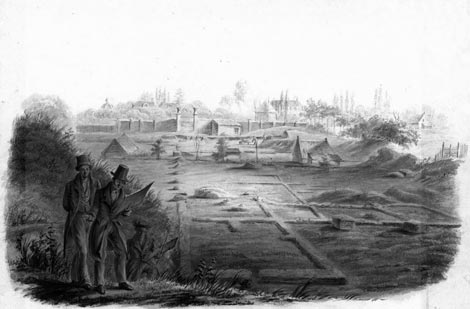
Ausgrabungen in Voorburg durch Caspar Reuvens (1827–1834)

#### Voorburg
Voorburg (Forum Hadriani) war der Hauptort der Civitas der Cananefaten. Archäologische Ausgrabungen fanden bereits im 19. Jahrhundert und zu Beginn des 20. Jahrhunderts statt. Dabei wurden auch Teile einer Stadtmauer und von Thermen nachgewiesen.

### Lagervorstädte
Bei Militärlagern entstanden Zivilsiedlungen (canabae), so etwa in Neuss/Novaesium oder beim Lager Bonn.

### Vici
Dorfartige Siedlungen (Vici) dienten als Unterzentren. Die Gründung einiger Vici geht wohl auf ihre verkehrsgünstige Lage bei Straßenkreuzungen und Furten zurück, so liegt etwa Iuliacum, also Jülich an einem Übergang der Rur. In der Nähe von Tolbiacum, Zülpich, sind zahlreiche Straßenverbindungen nachgewiesen. Aquae Granni, die Vorgängersiedlung von Aachen, wurde in der Nähe heilkräftiger heißer Quellen gegründet. Die typische Bauform in Vici ist das Streifenhaus. Es handelt sich dabei um schmale, langrechteckige Gebäude, deren Schmalseite der Straße zugewandt ist. Sie dienten als Wohnhäuser, im straßenseitigen Vorderteil konnten auch Gewerbe- oder Verkaufsräume untergebracht sein. Gebäude zur öffentlichen Nutzung gab es in Vici ebenfalls. So ist in Zülpich die Badeanlage erhalten. In der Nähe von vici sind manchmal Heiligtümer nachgewiesen, so bei Nettersheim. In Jülich wurden zahlreiche Überreste von Jupitersäulen gefunden.

### Villen
Besonders in den fruchtbaren Regionen mit Lössböden sind zahlreiche Villae rusticae nachgewiesen. Eine Villa von Köln-Müngersdorf mit Nebengebäuden und Gräberfeldern wurde bereits 1933 von Fritz Fremersdorf in einer Monographie vorgestellt. Im Bereich der Braunkohletagebaue zwischen Köln und Aachen konnten inzwischen eine Reihe von Villen ausgegraben werden.

#### Villen in der Lösszone
Bei großflächig ausgegrabenen Villenanlagen im Bereich der Lösszone ist die Einfriedung meist schiefwinklig-rechteckig. Für die frührömische Zeit sind so genannte „Protovillen“ nachgewiesen, die noch in Holzpfostenbauweise errichtet sind und mit Pfosten abgeteilte Innenräume haben (etwa bei Jüchen-Holz). Vorbilder für solche Gebäude sind aus Gallien bekannt.

Ausgrabungsfoto der Villa rustica von Blankenheim, 1894

Hauptgebäude, die wenigstens teilweise in Stein ausgeführt sind und ein Ziegeldach haben, sind erst in der mittleren Kaiserzeit üblich geworden. Das Hauptgebäude, oft eine Portikusvilla mit Eckrisaliten, befindet sich häufiger am Rand der Umfriedung als in der Mitte. Die Zahl der nachgewiesenen Nebengebäude ist unterschiedlich. Meist sind diese unregelmäßig über das umfriedete Hofareal verteilt, eine axiale Verteilung wie in Blankenheim ist die Ausnahme. Sowohl die Größe wie auch die Ausgestaltung der Hauptgebäude unterscheidet sich erheblich. Ursula Heimberg unterscheidet Villen vom „Hallentyp“ mit einer großen zentralen Halle für die Hauswirtschaft sowie einigen Nebenräumen von Villen vom „Reihentyp“, bei dem viele kleinere Räume neben- und hintereinander angeordnet sind. Falls Risalite vorhanden sind, ist die Zahl unterschiedlich (1–4 Risalite), sie können in die Fassade eingebunden sein oder an der Ecke seitlich vorspringen. Die Einteilung in Größen ergab eine Dreiteilung mit kleineren Hauptgebäuden, die eine Fassadenbreite von unter 20 Metern haben, mittelgroße mit einer Breite von 20–40 m sowie einige wenige Großformate mit Fassadenbreiten von 80–100 m. Feuerstellen und Backöfen sind in Villen mehrfach nachgewiesen, bei etwa der Hälfte der ergrabenen Anlagen fanden sich auch Kellerräume. Manchmal sind in den Villen Überreste einer gehobenen Bauausstattung beobachtet worden. Dazu gehören etwa Heizungen und Bäder, aber auch Wandmalereien, Marmorausstattungen, Fensterglas oder in seltenen Fällen Hinweise auf Mosaike.
Nebengebäude waren in Holz, manchmal auch wenigstens teilweise in Stein ausgeführt und haben meist einen rechteckigen Grundriss. Manchmal sind Innenräume nachgewiesen. In einigen Nebengebäuden wurden Spuren von Pfahlrosten beobachtet, die einen Schwebeboden für die trockene Aufbewahrung von Getreide trugen. In manchen Villen ist Handwerk nachgewiesen, im Gebiet der Braunkohletagebaue sind Glasöfen bekannt. Gelegentlich finden sich im Bereich der Gutshöfe Hinweise auf Götterverehrungen, so etwas Teile von Jupitersäulen. In der Spätantike wurden bei einigen Anlagen zum Schutz eine kleine Befestigung, ein Burgus errichtet. Die Wasserversorgung wurde durch Brunnen sichergestellt, wenn kein fließendes Gewässer zur Verfügung stand. Zu einer Villa von Alt-Inden gehört sogar eine aufwändige Qanatwasserleitung. Für die Versorgung des Viehs wurden Teiche angelegt.
Die Größe der umfriedeten Hofareale ist nicht einheitlich, sie betrug beispielsweise bei der Villa Hambach 69 (Ha 69) ungefähr 3 Hektar, bei der Villa Ha 512 ca. 10 ha.
Im Bereich der Villen finden sich manchmal Bestattungen. Diese liegen gelegentlich innerhalb der Hofeingrenzungen, auch in der Nähe der Gebäude, öfter aber unmittelbar innerhalb oder außerhalb der Hofumgrenzung. Es werden sowohl einzelne Bestattungen wie auch kleinere Grabgruppen oder Gräberfelder angetroffen. Die größte Anzahl von Gräbern wurde bisher bei der Villa Hambach 132 (Ha 132) entdeckt. Dort wurden in fünf Grabgruppen bzw. Gräberfeldern insgesamt 81 Bestattungen ausgegraben, die sich auf einen Zeitraum von etwa 350 Jahren verteilen. Wenn damit alle Bewohner erfasst wären, hätten rechnerisch ca. 6-8 Personen auf dem Gehöft gelebt. Diese Zahl ist aber wohl zu gering. Es ist damit zu rechnen, dass ein Teil der Einwohner an anderen Orten bestattet wurden und das einige Gräber durch Erosion verlorengingen.
Das ökologische Hofumfeld lässt sich anhand von Pflanzen- und Tierresten aus Brunnensedimenten beschreiben. Zu den aussagekräftigen Pflanzenresten gehören etwa Getreidekörner und Spelzen als Überreste vom Dreschen, Früchte von Bäumen, Uferrandvegetation als Hinweis auf Teiche, Samen oder sonstige Überreste von Gartenpflanzen, Samen von Heckenpflanzen, die als Hofeinfriedung gedient haben mögen, oder auch spezialisierte Wildpflanzen, die etwa auf Wegen überleben können und Hinweise auf eine Infrastruktur im Hofbereich bieten.
Die Größe der Wirtschaftsareale lässt sich in gut erforschten Arealen im Gebiet der Braunkohletagebaue ermitteln. Die Hofstellen liegen in einem ausgewählten Bereich im Tagebau Hambach zwischen 300 und 800 m weit auseinander. Daraus sind Wirtschaftsgrößen von 50-100 Hektar errechnet worden.

#### Villen im nördlichen Niedergermanien
Nördlich der Lösszone war Viehhaltung der Haupterwerb in der Landwirtschaft. Hier sind noch in der römischen Kaiserzeit Wohnstallhäuser errichtet worden.

## Wirtschaft
Der wichtigste Wirtschaftszweig in der Provinz war die Landwirtschaft. Bodenschätze wie Erze oder Ton-, Stein- oder Sandvorkommen wurden nachweislich ebenfalls genutzt. In einzelnen Villen und größeren Ansiedlungen ist produzierendes Gewerbe nachgewiesen. Funde von Importgütern von Amphoren bis zu Austernschalen sowie Inschriften von Händlern weisen auf Handelsgeschäfte hin. Ein bedeutender Abnehmer der Güter war das Militär. Die Soldaten hatten nicht nur einen großen Bedarf an Grundnahrungsmitteln und anderen Gütern des täglichen Bedarfs, sondern konnten sich mit ihrem Sold auch Luxusgüter leisten.

### Landwirtschaft
Als Getreide wurden beispielsweise in den Lössgebieten Gersten- und Weizenarten, ebenso Dinkel, Emmer und Hirse angebaut. Roggen und Hafer spielten dagegen wohl nur eine geringe Rolle. Hülsenfrüchte wie Erbsen, Linsen und Ackerbohnen aus einheimischer Kultur lieferten Eiweiß für die Ernährung. In den Gärten der Villen wuchsen auch Gemüse und Salat. Die geschätzte Einwohnerzahl einer Villa rustica reichte wohl nicht dazu aus, die Getreideernte auf der errechneten Wirtschaftsfläche (vgl. oben) allein einzubringen. Daher wurden zur Erntezeit wahrscheinlich zusätzlich Tagelöhner aus benachbarten Siedlungen beschäftigt. Im nördlichen Niedergermanien war auf ärmeren Böden Großviehhaltung als Wirtschaftsform rentabel und üblich. Im Bereich der Lösszone wurden Rinder oder Pferde wohl nur in kleineren Stückzahlen als Arbeitstiere gehalten.
Landwirtschaftliche Geräte sind gelegentlich aus Originalfunden bekannt. Auch einige kleine Bronzen, die fast nur in Kölner Frauengräbern gefunden werden, sind Agrargeräten nachgebildet. Bekannt sind daher beispielsweise die Nutzung von Pflug und Egge oder von Sense und Worfelkorb.

### Nutzung von Bodenschätzen

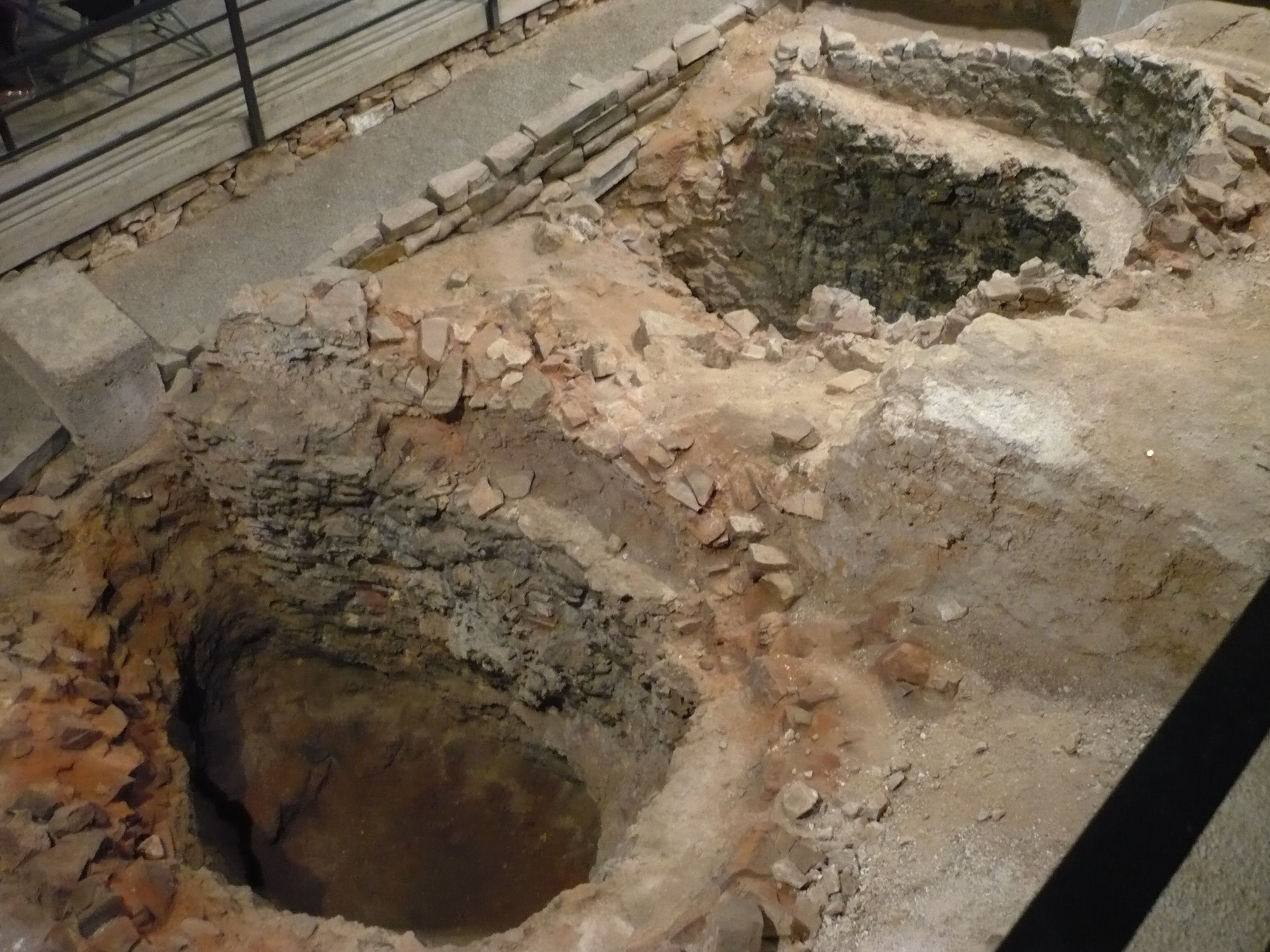
Römische Kalkbrennöfen in Iversheim

Bei Gressenich wurde Galmei abgebaut und zu Messing verarbeitet. Bei Nettersheim-Zingsheim wurden Kupfererze abgebaut. Die Nutzung von Bleierzlagerstätten in der Eifel ist ebenfalls nachgewiesen.
Gesteinsanalysen zeigen, dass in der Provinz etwa Liedberger Sandstein oder auch Sandstein bei Nideggen abgebaut und verwendet worden sind. Am Drachenfels rechts des Rheins wurde Trachyt gewonnen. Auch Blausteinvorkommen bei Aachen sind in römischer Zeit genutzt worden. Tuff oder Basalt wurden aus der Eifel eingeführt, Kalkstein von der Maas oder dem Oberrhein. In der römischen Kalkbrennerei Iversheim wurde Branntkalk hergestellt. Zu den in der Provinz genutzten Bodenschätzen gehörten auch Tone, aus denen Ziegel und Dachziegel fabriziert worden sind.

### Produzierendes Gewerbe
Für die Provinz sind unterschiedliche produzierende Gewerbe anzunehmen. In Köln wurden Glasöfen gefunden, für die Spätantike ist eine Glasproduktion auch im Bereich des Hambacher Forstes oder beim Burgus Asperden nachgewiesen. Töpfereien sind anhand der Überreste von Töpferöfen gut nachweisbar. Solche Töpferöfen fanden sich etwa in Köln oder in Jülich. Bei Aachen-Schönforst wurde Terra Sigillata produziert. In Soller stellte der Töpferbetrieb eines Verecundus u. a. Reibschüsseln her, die bis nach Britannien exportiert wurden.

## Verkehrswege

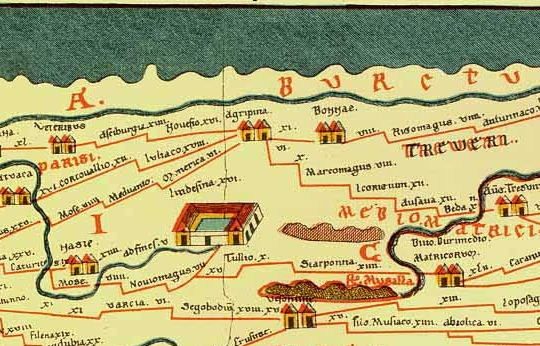
Ausschnitt aus der Tabula Peutingeriana mit Orten und Straßenverbindungen im Bereich der Provinz Niedergermanien. In der Bildmitte oben Agripina (Köln) und Bonnae (Bonn).

Die Provinz war durch Fernstraßen, untergeordnete Straßen und Wege erschlossen. Der Rhein war als Hauptwasserstraße von Bedeutung. Auch Flüsse wie die Erft oder die Rur, letztere als Nebenfluss der Maas und selbst Bäche wurden mit kleineren Wasserfahrzeugen befahren.

### Straßen

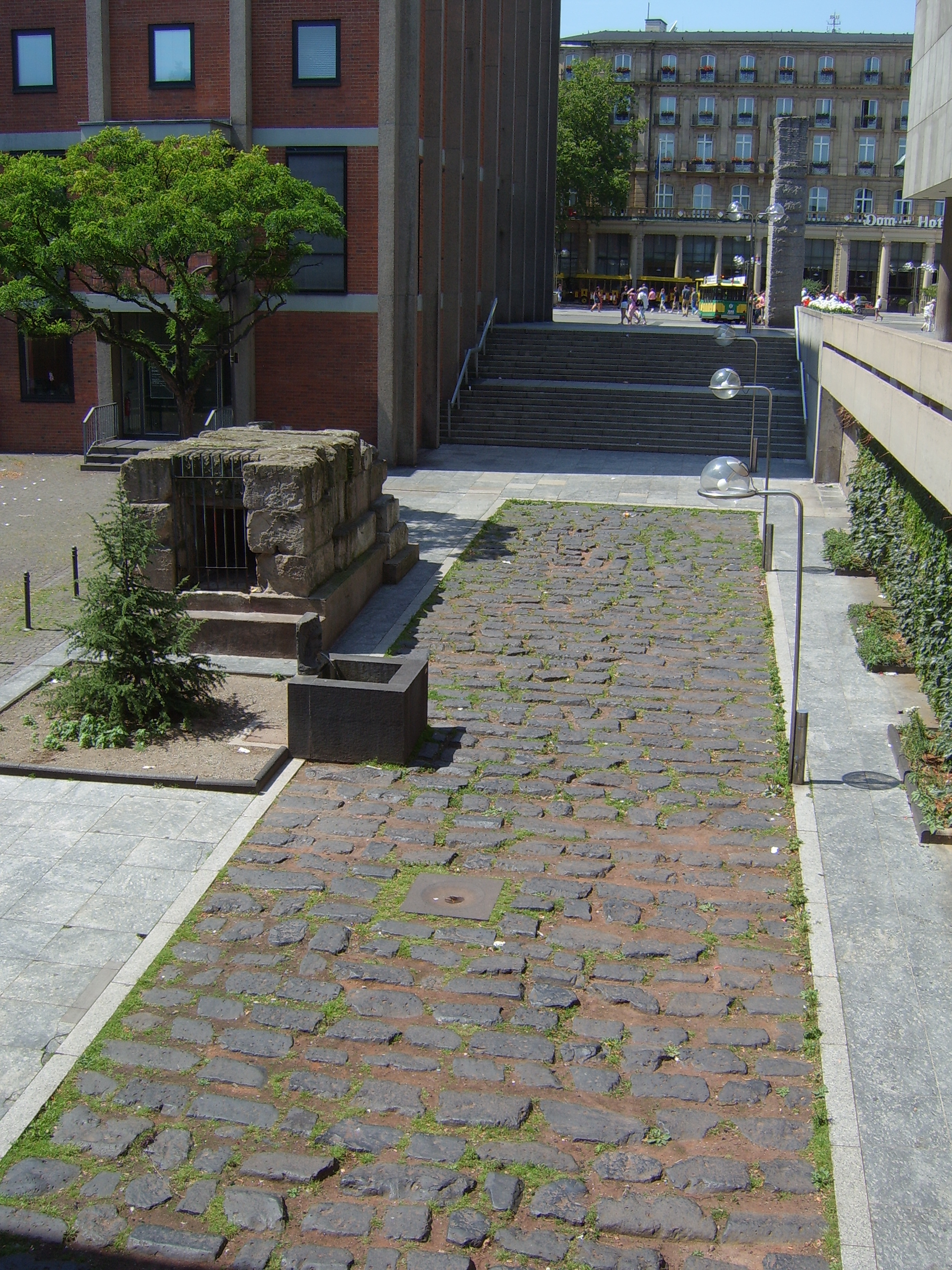
Gepflasterte römische Straße in Köln (Hafenstraße)

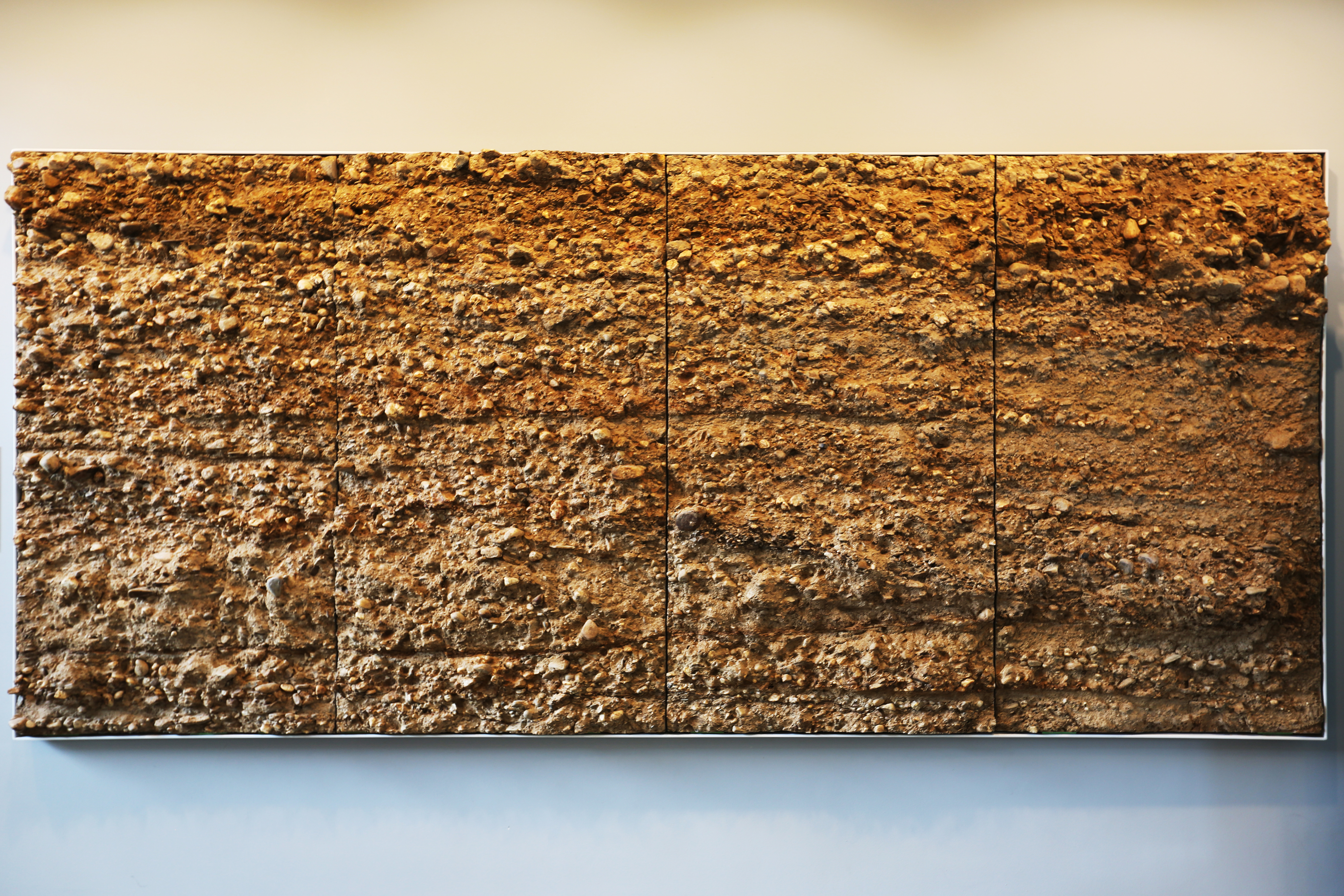
Archäologischer Schnitt durch eine aus Kies angeschüttete römische Straße in Köln, Apostelnkloster.

Unter der Statthalterschaft des Marcus Vipsanius Agrippa ist nach den Berichten des antiken Autors Strabon unter anderem eine Straße gebaut worden, die von Lyon über Trier bis an den Rhein zum oppidum Ubiorum (Köln) und nach Novaesium (Neuss) führte. Bei Zülpich bestand von dieser aus eine Anbindung nach Reims. Die Militärlager am Rhein waren durch die den Strom begleitende Straße verbunden, über die nach Süden Mainz als Hauptstadt von Obergermanien, die Alpen und Italien erreicht werden. Von Köln aus führt eine weitere Hauptverkehrsachse über Iuliacum (Jülich), Heerlen, Maastricht und Tongeren sowie Bavay an die Küste nach Boulogne-sur-Mer. Die bei jeder Witterung benutzbaren Fernstraßen waren für schnelle Truppenbewegung erforderlich. Zwischen den Hauptstraßen sowie kleineren Ansiedlungen lassen sich zahlreiche Nebenstraßen nachweisen. Gelegentlich sind bei Villen Überreste von Wegen beobachtet worden, die auf eine entwickelte Infrastruktur hinweisen. Teile des Straßennetzes sind von der Tabula Peutingeriana, der Abzeichnung einer antiken Straßenkarte bekannt. An einigen Stellen wurden römische Meilen- bzw. Leugensteine gefunden, die die Entfernung zur nächstgelegenen Stadt angeben. Archäologische Ausgrabungen haben gezeigt, dass die Fernstraßen in Niedergermanien außerhalb der Orte nicht gepflastert waren. So wurden im Tagebau des Rheinischen Braunkohlereviers Straßenkörper durchschnitten, die aus einer 6,20 bis 7,50 m breiten Kiesschicht bestanden. Die Oberseite war gewölbt, damit das Regenwasser abfließen konnte. Beschädigungen durch Fahrspuren oder Schlaglöcher wurden mit Anschüttungen von Kies repariert. Neben den Straßen befanden sich noch Sandwege, die beispielsweise für den Viehtrieb genutzt werden konnten. Dadurch konnte die Trasse eine Breite von 25 m erreichen. In Städten gab es auch Straßenpflasterungen, in Köln wurde ein Stück der gepflasterten Hafenstraße neben dem Römisch-Germanischen Museum rekonstruiert. Teile des römischen Straßennetzes werden kontinuierlich bis in heutige Zeit genutzt. Mit den Projekten „Via Belgica“ und „Agrippastraße“ wird der antike Ursprung der modern überprägten Verkehrswege in der Öffentlichkeit vorgestellt.

### Wasserstraßen
Die wichtigste Wasserstraße für die Provinz Niedergermanien war der Rhein. In Köln oder Xanten, bei Bonn, Krefeld-Gellep (Gelduba) oder Moers-Asberg (Asciburgum) sind Häfen bzw. Landestellen bekannt. Bei Xanten und in Köln wurden Überreste von römischen Schiffen gefunden. Beim Bau der Kölner Stadtmauer an der Rheinseite fand Tannenholz vom Schwarzwald oder aus den Vogesen Verwendung, derartige Hölzer wurden in späteren Zeiten als Flöße transportiert. Indirekte Hinweise auf Ferntransporte auf dem Rhein sind beispielsweise Baustoffe wie Tuff aus der Eifel oder Kalkstein vom Oberrhein, aber auch Amphoren als Transportbehälter für Luxusgüter oder Austern von der Nordsee. Neben der wirtschaftlichen hatte der Rhein eine erhebliche militärische Bedeutung, die römische Rheinflotte war im Flottenkastell Alteburg südlich von Köln stationiert.

## Militär
Das römische Heer in der Provinz nannte sich Exercitus Germaniae Inferioris (etwa „Streitkräfte Niedergermaniens“ und auf Inschriften abgekürzt zu EXGERINF). Aufgrund der Grenzsituation am Niedergermanischen Limes war die Zahl der hier stationierten Truppen sehr hoch, die hier stationierten Truppen bestanden aus mehreren (bis zu vier) Legionen und Auxiliartruppen. Im Jahr 2021 wurde der Niedergermanische Limes als UNESCO-Welterbe ausgezeichnet.

## Religionen

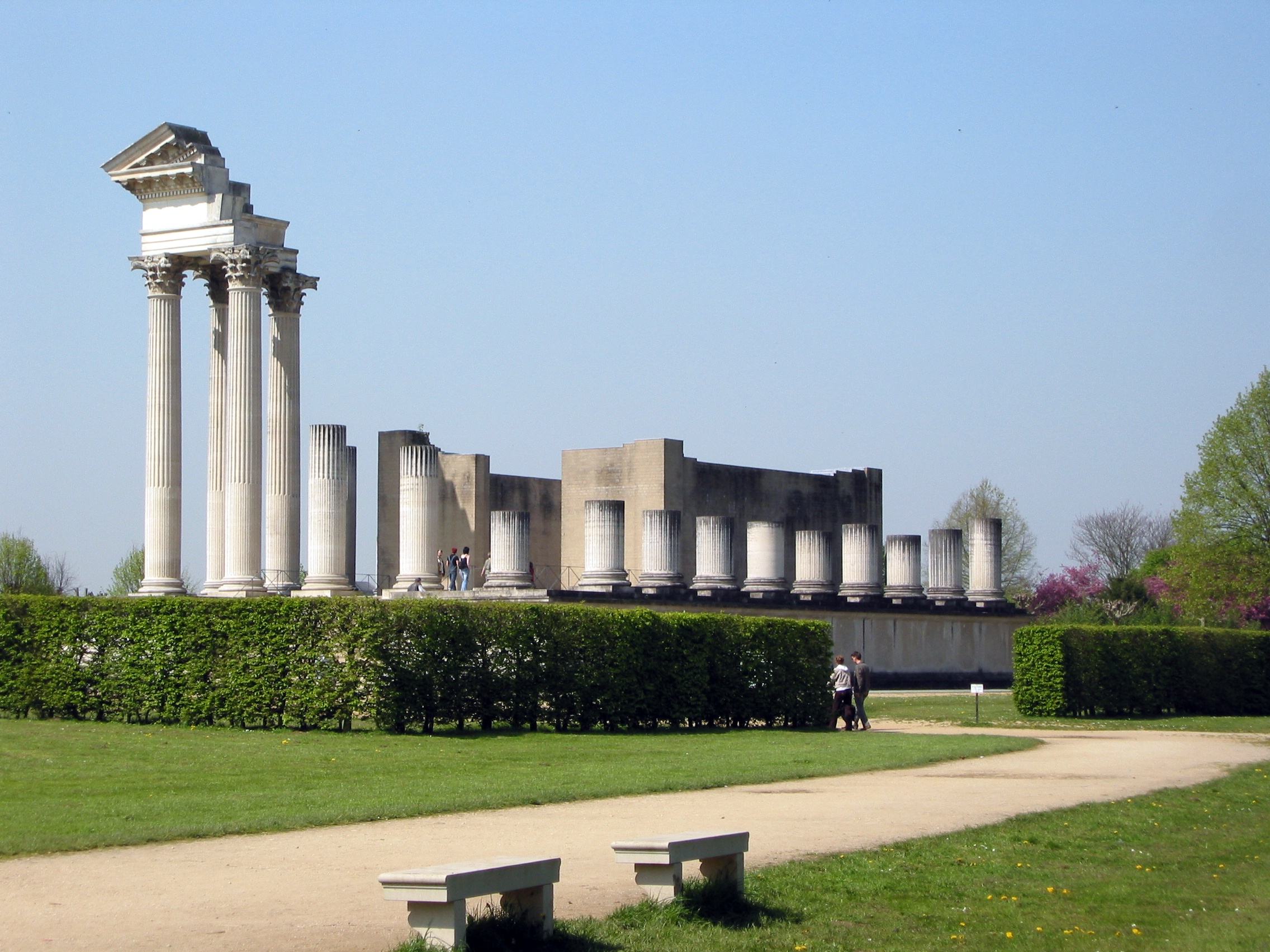
Teilrekonstruierter Hafentempel im Archäologischen Park Xanten. Im Original erhalten ist lediglich die Fundamentierung.

Die religiöse Landschaft in Niedergermanien ist sehr differenziert. Das zentrale Heiligtum für den Heeresbezirk und die spätere Provinz, die ara Ubiorum befand sich in Köln. Vermutlich war es der Göttin Roma und Augustus geweiht. Von großen steinernen Tempelanlagen in Städten ist wenig erhalten, Fundamente der Podien sind beispielsweise unter der Kirche St. Maria im Kapitol in Köln oder beim so genannten Hafentempel in Xanten zugänglich. Die häufigste in der Provinz nachgewiesene Tempelform ist jedoch die des Gallo-römischen Umgangstempels. Solche Gallo-römischen Umgangstempel sind aus städtischen Kontexten wie in der Colonia Ulpia Traiana ebenso bekannt wie von ländlichen Heiligtümern, etwa im Tempelbezirk Pesch.
Eine Verehrung römischer Gottheiten ist durch Inschriften bezeugt. Auch orientalische und ägyptische Gottheiten und später das Christentum sind mit den Römern in die Provinz gekommen. Ferner wurden zahlreiche einheimische Göttinnen und Götter verehrt, von denen einige eine lokale oder regionale Bedeutung gehabt haben. Hinweise auf Kenntnis und Verehrung der verschiedenen Gottheiten bieten auch andere Denkmalgattungen, so etwa Terrakottendarstellungen von Matronen.

### Römische Gottheiten
Durch Inschriften und Bilddarstellungen ist die Verehrung zahlreicher römischer Gottheiten in Niedergermanien nachgewiesen. Dazu zählen Jupiter und Juno genauso wie etwa Venus, Minerva und Diana, Apollo, Hercules oder Mars. In manchen Fällen sind diese Gottheiten mit einheimischen religiösen Vorstellungen verbunden worden. Der Name eines einheimischen Gottes konnte dann dem eines römischen mit ähnlichem Wirkungsbereich hinzugefügt werden. So wurde etwa in Aachen Apollo Grannus, verschmolzen aus Apollo und Grannus, verehrt.

### Einheimische Gottheiten

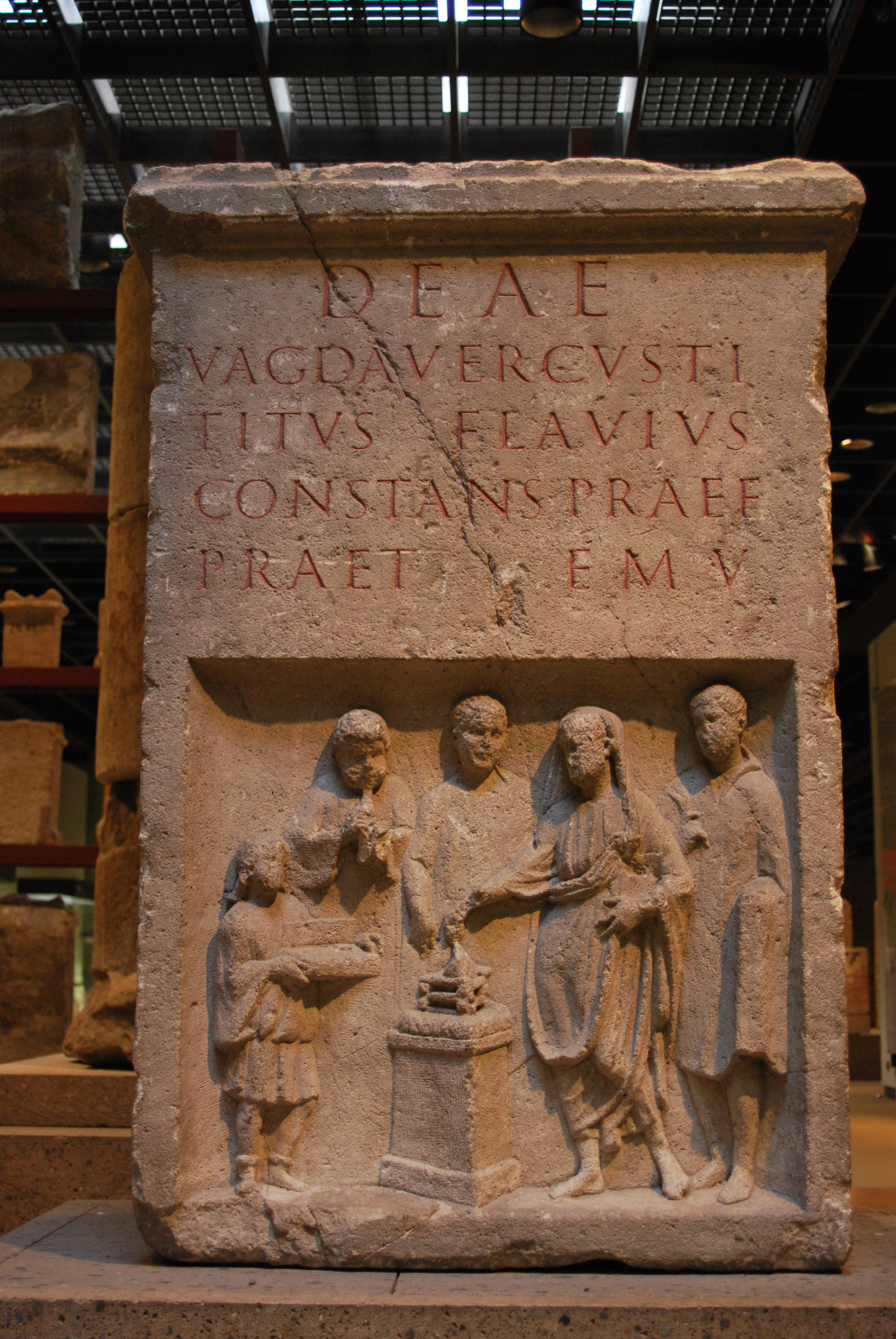
Weihaltar des T. Flavius Constans für die Göttin Vagdavercustis, RGM Köln.

In einer Provinz wie Niedergermanien spielten die einheimischen Götter in römischer Zeit eine große Rolle. Wesentlich für die Prägung der „religiös-kultischen Landschaft“ war für die Provinz die Verehrung der Matronen, die sowohl dem inschriftlichen Befund des Stifterkreises nach städtisch-römisch (Köln, Bonn) wie ländlich durch Galloromanen, Römer und Germanen mit Weihesteinen an sechzig bisher festgestellten Orten bedacht wurden. Von den mehr als 850 gefundenen Steinen weisen mehr als die Hälfte germanische Beinamen auf, die zum Teil nachvollziehbare Funktionen anzeigen können, wie den Schutz und die Segensgewährung für einen bestimmten Ort, ein Gewässer oder für die Bevölkerung einer Civitas oder einer konkreten germanischen Ethnie. Durch qualitativ hochwertige Denkmäler von Stiftern der städtischen Oberschicht aus Köln sowie von Militärs ist beispielsweise die Verehrung der Matronae Aufaniae in Bonn gekennzeichnet; diese Göttinnen sind dort und durch weitere Fundorte innerhalb der Provinz mit über 90 Altären/Votiven belegt. Andere Matronen sind dagegen nur in wenigen Weihungen überliefert oder gegebenenfalls durch vermutlich explizite lokale Bezüge einzigbelegt (vgl. Liste von Matronennamen). Bedeutende Kultorte liegen besonders im Siedlungsgebiet der Ubier in der rheinischen Lösszone und in Braunkohlerevieren (Tempelbezirk von Eschweiler-Fronhoven, Morken-Harff) sowie im nördlichen Eifelvorland, wie beispielsweise markant in Nettersheim und Bad Münstereifel (Görresburg, Tempelbezirk Pesch, Tempelheiligtum Zingsheim).
Weitere Verehrung fanden einzelne Gottheiten wie beispielsweise die Göttin Vagdavercustis, deren Kult an mehreren Orten bezeugt ist. Andere hatten dagegen wohl eine lokale Bedeutung. So ist etwa von den Göttinnen Aveha und Hellivesa nur ein einziger Weihestein aus Hürth bekannt, für die Göttin Unica ist nur eine Weihung aus Iuliacum, Jülich überliefert.
Kulthandlungen für einheimische Götter in Niedergermanien werden in antiken Quellen nicht beschrieben, Informationen liefern jedoch die erwähnten Steindenkmäler. Die Tatsache, dass einheimische Götter überhaupt mit Steindenkmälern geehrt wurden, ist bereits ein deutliches Zeichen der Romanisierung. Auf dem vom Prätorianerpräfekten Titus Flavius Constans gestifteten Kölner Altar für Vagdavercustis ist eine typische römische Opferszene dargestellt: Ein in eine Toga gekleideter Mann (vielleicht ist der Dedikant selbst gemeint) tritt nach römischer Sitte mit verhülltem Haupt (capite velato) zum Rauchopfer an den Altar heran. Begleitet wird er unter anderem von einem langhaarigen Opferdiener mit einem geöffneten (Weihrauch-)Kästchen und einem Flötenspieler. Eine ähnliche Opferszene findet sich auf einem Altar, den der Kölner Ratsherr C. Candidinus Verus in Bonn für die Aufanischen Matronen gestiftet hat.

### Orientalische und ägyptische Kulte
Mit den Römern kamen auch unterschiedliche orientalische Kulte in die Provinz. Die Verehrung des Mithras ist etwa durch Mithräen in Köln und in der Nähe von Gelduba nachgewiesen. Steindenkmäler wurden zum Beispiel für Isis und Osiris, Kybele, Magna Mater, Iupiter Dolichenus, Serapis Apis und Serapis geweiht. So genannte Sabazioshände stehen in Zusammenhang mit dieser Gottheit.

### Judentum
Die Existenz einer jüdischen Gemeinde in Köln ist bislang durch ein Reskript des Kaisers Konstantin I. vom 11. Dezember 321 nachgewiesen.

### Christentum

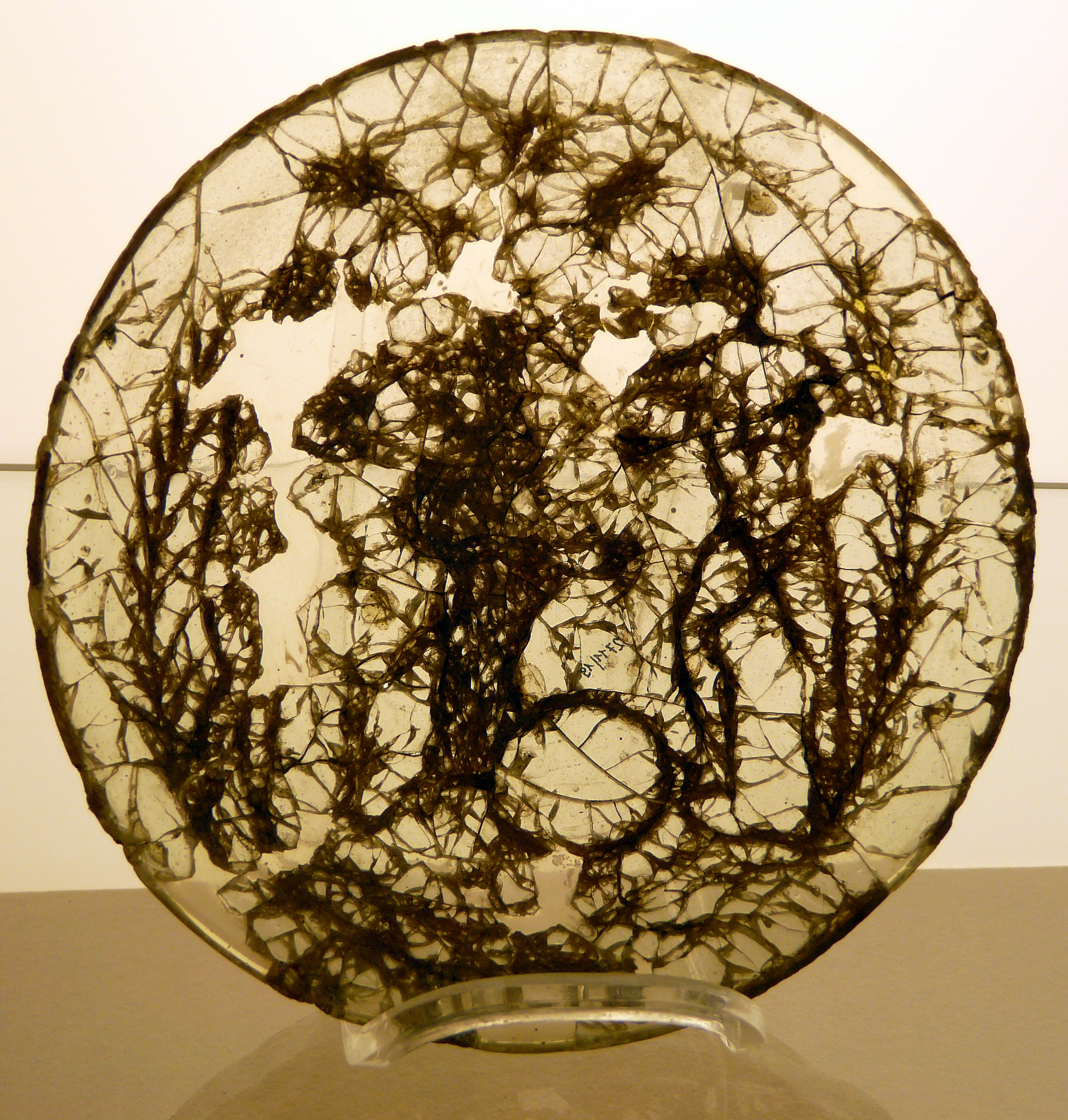
Glasschale aus der Wint-Hill-Gruppe mit von hinten eingeritzter Darstellung von Adam und Eva (4. Jahrhundert). Krefeld-Gellep, Grab 2711

Der um 180 n. Chr. schreibende Bischof Irenäus von Lyon erwähnt in seinen Büchern gegen die Häresien (Irenaeus, Adversus haereses 1,10,12) christliche Gemeinden in den beiden germanischen Provinzen. In der Forschung ist jedoch umstritten, ob diese Aussage bereits als Hinweis auf eine bischöflich organisierte Gemeinde in Niedergermanien in dieser Zeit zu sehen ist. Im Jahr 313 wird mit Maternus erstmals ein Kölner Bischof namentlich erwähnt. Ab wann die antiken Vorgängerbauten heutiger Kirchen als christlicher Kultbauten genutzt wurden, lässt sich häufig nicht genau feststellen. So ist in einem Gebäude innerhalb des Kölner Doms durch merowingerzeitliche Einbauten (schlüssellochförmiger Ambo, Baptisterium) eine Nutzung als Kirche erst im Frühmittelalter eindeutig nachgewiesen.
Im 4. Jahrhundert werden gelegentlich auch Beigaben mit christlichen Verzierungen in die Gräber gelegt (so etwa Glasgefäße der Wint-Hill-Gruppe). Solche Beigaben finden sich bislang in Köln selbst und in den Gräberfeldern von stadtnahen Gutshöfen (Köln-Braunsfeld, Köln-Müngersdorf), auch in Nijmegen und bei militärisch geprägten Siedlungen (Bonn, Krefeld-Gellep).

### Allgemeines
- Tilmann Bechert u. a. (Hrsg.): Die Provinzen des römischen Reiches. Einführung und Überblick (= Orbis Provinciarum). von Zabern, Mainz 1999, ISBN 3-8053-2399-9, S. 191–198.
- Tilmann Bechert: Germania inferior. Eine Provinz an der Nordgrenze des Römischen Reiches (= Orbis Provinciarum). Zabern, Mainz 2007, ISBN 978-3-8053-2400-7.
- Tilmann Bechert: Römisches Germanien zwischen Rhein und Maas. Die Provinz Germania inferior. Hirmer, München 1982, ISBN 3-7774-3440-X.
- Thomas Fischer: Die Römer in Deutschland. Konrad Theiss Verlag, Stuttgart 1999, ISBN 3-8062-1325-9.
- Brigitte und Hartmut Galsterer: Die römischen Steininschriften aus Köln. 2. Auflage. Zabern-Verlag Mainz 2010. Köner Forschungen Band 10.
- Werner Eck: Köln in römischer Zeit. Geschichte einer Stadt im Rahmen des Imperium Romanum (= Geschichte der Stadt Köln. Band 1). Greven, Köln 2004, ISBN 3-7743-0357-6.
- Heinz Günter Horn (Hrsg.): Die Römer in Nordrhein-Westfalen. Konrad Theiss Verlag, Stuttgart 1987, ISBN 3-8062-0312-1.
- Thomas Grünewald u. a. (Hrsg.): Germania inferior. Besiedlung, Gesellschaft und Wirtschaft an der Grenze der römisch-germanischen Welt. Beiträge des deutsch-niederländischen Kolloquiums im Regionalmuseum Xanten, 21.–24. September 1999 (= Reallexikon der Germanischen Altertumskunde – Ergänzungsbände. 28). Walter de Gruyter, Berlin / New York 2001, ISBN 3-11-016969-X.
- Thomas Grünewald, Sandra Seibel (Hrsg.): Kontinuität und Diskontinuität. Germania inferior am Beginn und am Ende der römischen Herrschaft. Beiträge des deutsch-niederländischen Kolloquiums in der Katholieke Universiteit Nijmegen (27. bis 30.06.2001) (= Reallexikon der Germanischen Altertumskunde – Ergänzungsbände. 35). Walter de Gruyter, Berlin / New York 2003, ISBN 3-11-017688-2.
- Peter Rothenhöfer: Die Wirtschaftsstrukturen im südlichen Niedergermanien. Untersuchungen zur Entwicklung eines Wirtschaftsraumes an der Peripherie des Imperium Romanum. Köln 2005.

### Besiedlung
- Marion Brüggler: Villa rustica, Glashütte und Gräberfeld. Die kaiserzeitliche Siedlungsstelle Ha 132 im Hambacher Forst (= Rheinische Ausgrabungen. 63). Zabern-Verlag, Mainz 2009, ISBN 978-3-8053-4207-0.
- Michael Dodt: Die Thermen von Zülpich und die römischen Badeanlagen der Provinz Germania inferior. Dissertation. Bonn 2003.
- Wolfgang Gaitzsch: Grundformen römischer Landsiedlungen im Westen der CCAA. In: Bonner Jahrbücher. 186, 1986, S. 397–427.
- Michael Gechter, Jürgen Kunow: Zur ländlichen Besiedlung des Rheinlandes in römischer Zeit. In: Bonner Jahrbücher. 186, 1986, S. 377–396.
- Michael Gechter: Das städtische Umland in Niedergermanien im 2. Jahrhundert n. Chr. In: Henner von Hesberg, Hans-Joachim Schalles, Paul Zanker (Hrsg.): Die römische Stadt im 2. Jahrhundert n. Chr. Kolloquium Xanten 2. bis 4. Mai 1990 (= Xantener Berichte, Band 2) Rheinland-Verlag, Köln 1992, ISBN 3-7927-1252-0.
- Ursula Heimberg: Siedlungsstrukturen in Niedergermanien. In: Guido von Büren, Erwin Fuchs (Hrsg.): Jülich, Stadt – Territorium – Geschichte. Festschrift zum 75-jährigen Jubiläum des Jülicher Geschichtsvereins 1923 e. V. (= Jülicher Geschichtsblätter. 67/68). Kleve 2000, ISBN 3-933969-10-7, S. 189–240.
- Ursula Heimberg, Anita Rieche: Colonia Ulpia Traiana. Die römische Stadt. Planung – Architektur – Ausgrabung (= Führer und Schriften des Archäologischen Parks Xanten. 18). Rheinland-Verlag, Köln 1998, Habelt, Bonn 1998, ISBN 3-7927-1725-5.
- Karl-Heinz Knörzer: Geschichte der synanthropen Flora im Niederrheingebiet (= Rheinische Ausgrabungen. 61). Zabern-Verlag, Mainz 2007, ISBN 978-3-8053-3958-2.
- Jürgen Kunow: Zentralität und Urbanität in der Germania inferior des 2. Jahrhunderts n. Chr. In: Xantener Berichte. 2, S. 143–152.
- Karl Heinz Lenz: Siedlungen der römischen Kaiserzeit auf der Aldenhovener Platte (= Rheinische Ausgrabungen. 45). Köln 1999, ISBN 3-7927-1772-7.
- Willem J. H. Willems: Vlpia Noviomagvs. Roman Nijmegen. The Batavian capital at the imperial frontier (= Journal of Roman archaeology, Supplementary series, 73). Portsmouth 2009, ISBN 978-1-887829-73-1.

### Bevölkerung
- Andreas Kakoschke: Ortsfremde in den römischen Provinzen Germania inferior und Germania superior. Eine Untersuchung zur Mobilität in den germanischen Provinzen anhand der Inschriften des 1. bis 3. Jahrhunderts n. Chr. Bibliopolis, Möhnesee 2002, ISBN 3-933925-26-6.
- Marie-Thérèse Raepsaet-Charlier: Vielfalt und kultureller Reichtum in den civitates Niedergermaniens. In: Bonner Jahrbücher. 202/203, 2002/2003, S. 35–56.
- Elisabeth Smits: Die Ergebnisse der anthropologischen Untersuchung der Leichenbrände aus den Gräbern von Krefeld-Gellep. In: R. Pirling, M. Siepen: Die Funde aus den römischen Gräbern von Krefeld-Gellep. S. 571–589.

### Gräber
- Dela von Boeselager: Römische Gläser aus Gräbern an der Luxemburger Straße in Köln. In: Kölner Jahrbuch. 45, 2012, S. 7–526.
- Clive Bridger: Das römerzeitliche Gräberfeld „An Hinkes Weißhof“ Tönisvorst-Vorst, Kreis Viersen (= Rheinische Ausgrabungen. 40). Rheinland-Verlag, Köln 1996.
- Christina Erkelenz: Die römischen Nekropolen des vicus Mönchengladbach Rheydt-Mülfort (= Kölner Studien zur Archäologie der römischen Provinzen. Band 11). Verlag Marie Leidorf, Rahden 2012, ISBN 978-3-89646-139-1.
- Ulrich Friedhoff: Der römische Friedhof an der Jakobstraße zu Köln (= Kölner Forschungen. 3). Mainz 1991.
- Raymund Gottschalk: Spätrömische Gräber im Umland von Köln (= Rheinische Ausgrabungen. 71). Zabern-Verlag, Darmstadt 2015, ISBN 978-3-8053-4956-7.
- Constanze Höpken, Bernd Liesen: Römische Gräber im Kölner Süden I. Von der Stadtmauer bis zur Nekropole um St. Severin. In: Kölner Jahrbuch. 42, 2009, S. 447–544.
- Constanze Höpken, Bernd Liesen: Römische Gräber im Kölner Süden II. Von der Nekropole um St. Severin bis zum Zugweg. In: Kölner Jahrbuch. 46, 2013, S. 369–571.
- Annelies Koster: The cemetery of Noviomagus and the wealthy burials of the municipal elite. Description of the archeological collections in Museum Het Valkhof at Nijmegen 14, Nijmegen 2013.
- Gustav Müller: Die römischen Gräberfelder von Novaesium (= Novaesium 7. Limesforschungen 17). Mann-Verlag, Berlin 1977.
- Peter Noelke: Das „Roemergrab“ in Weiden und die Grabkammern in den germanischen Provinzen. In: Kölner Jahrbücher. 41, 2008, S. 437–504. Mit einem Beitrag von C. Höpken.
- Thomas Otten: Die Ausgrabungen unter St. Viktor zu Xanten. Dom und Immunität (= Rheinische Ausgrabungen. 53). Zabern, Mainz 2003, ISBN 3-8053-3148-7.
- Bernd Päffgen: Die Ausgrabungen in St. Severin zu Köln (= Kölner Forschungen. 5). (Band 1–3), Mainz 1992.
- Renate Pirling: Das römisch-fränkische Gräberfeld von Krefeld-Gellep (= Germanische Denkmäler der Völkerwanderungszeit Serie B, Die fränkischen Altertümer des Rheinlandes. Band 8). Steiner, Berlin 1974.
- Renate Pirling: Das römisch-fränkische Gräberfeld von Krefeld-Gellep (= Germanische Denkmäler der Völkerwanderungszeit Serie B, Die fränkischen Altertümer des Rheinlandes. Band 10). de Gruyter, Berlin 1979.
- Renate Pirling: Römer und Franken in Krefeld-Gellep. Zabern, Mainz 1986, ISBN 3-8053-0893-0.
- Renate Pirling: Das römisch-fränkische Gräberfeld von Krefeld-Gellep (= Germanische Denkmäler der Völkerwanderungszeit Serie B, Die fränkischen Altertümer des Rheinlandes. Band 13). Steiner, Stuttgart 1989.
- Renate Pirling, Margareta Siepen: Das römisch-fränkische Gräberfeld von Krefeld-Gellep 1975–1982 (= Germanische Denkmäler der Völkerwanderungszeit Serie B, Die fränkischen Altertümer des Rheinlandes. Band 17). Steiner, Wiesbaden 1997, ISBN 3-515-06916-X.
- Renate Pirling, Margareta Siepen: Das römisch-fränkische Gräberfeld von Krefeld-Gellep 1983–1988 (= Germanische Denkmäler der Völkerwanderungszeit Serie B, Die fränkischen Altertümer des Rheinlandes. Band 18). Steiner, Stuttgart 2000, ISBN 3-515-07453-8.
- Renate Pirling, Margareta Siepen: Das römisch-fränkische Gräberfeld von Krefeld-Gellep 1989–2000 (= Germanische Denkmäler der Völkerwanderungszeit Serie B, Die fränkischen Altertümer des Rheinlandes. Band 19). Steiner, Stuttgart 2003, ISBN 3-515-07974-2.
- Renate Pirling, Margareta Siepen: Die Funde aus den römischen Gräbern von Krefeld-Gellep: Katalog der Gräber 6348–6361 (= Germanische Denkmäler der Völkerwanderungszeit Serie B, Die fränkischen Altertümer des Rheinlandes. Band 20). Steiner, Stuttgart 2006, ISBN 3-515-08891-1.
- Heike Pöppelmann: Das spätantik-frühmittelalterliche Gräberfeld von Jülich, Kr. Düren (= Bonner Beitr. zur Vor- und frühgeschichtlichen Archäologie. 11). Bonn 2010, ISBN 978-3-936490-11-4.
- Matthias Riedel: Die Grabung 1974 im römischen Gräberfeld an der Luxemburger Straße. In: Kölner Jahrbuch. Band 17, 1980, S. 92–176.
- Alfred Schuler: Der römische Friedhof an der Sechtemer Straße im Kölner Süden. Kölner Jahrbuch 35, 2002, S. 437–570.
- Desiré C. Steures: The late Roman cemeteries of Nijmegen. Description of the archeological collections in Museum Het Valkhof at Nijmegen 15, Nijmegen 2013.
- Susanne Willer: Römische Grabbauten des 2. und 3. Jahrhunderts nach Christus im Rheingebiet (= Beihefte Bonner Jahrbücher. 56). Zabern-Verlag, Mainz 2006, ISBN 3-8053-3623-3.

### Religion
- Gerhard Bauchhenß, Günter Neumann (Hrsg.): Matronen und verwandte Gottheiten (= Beihefte der Bonner Jahrbücher. 44). Rheinland/Habelt, Bonn 1987.
- Gerhard Bauchhenß, Peter Noelke: Die Iupitersäulen in den germanischen Provinzen (= Beihefte Bonner Jahrbücher. 41). Köln/Bonn 1982.
- Noemie Beck: Goddesses in Celtic Religion. Université Lumière Lyon 2, Lyon 2009, ohne Seitenangaben: Chapter 1 – The Matres and Matronae (englisch; Doktorarbeit; online auf theses.univ-lyon2.fr)
- Frank Biller: Kultische Zentren und Matronenverehrung in der südlichen Germania inferior. Verlag Marie Leidorf, Rahden/Westf. 2010, ISBN 978-3-89646-734-8.
- Helmut Birkhan: Kelten. Versuch einer Gesamtdarstellung ihrer Kultur. 2., korrigierte und erweiterte Auflage. Verlag der Österreichischen Akademie der Wissenschaften, Wien 1997, ISBN 3-7001-2609-3.
- Anna-Barbara Follmann-Schulz: Die römischen Tempelanlagen in der Provinz Germania inferior. In: Wolfgang Haase (Hrsg.): Aufstieg und Niedergang der römischen Welt. Band II 18, 1 Religion (Heidentum: Die religiösen Verhältnisse in den Provinzen). de Gruyter, Berlin/New York 1986, ISBN 3-11-010050-9, S. 672–793.
- Thomas Franke: Ein Matronenheiligtum in Inden-Pier, Kreis Düren. In: Bonner Jahrbücher. Band 199, 1999, S. 117–140.
- Siegfried Gutenbrunner: Die germanischen Götternamen der antiken Inschriften. Max Niemeyer, Halle/S. 1936.
- Andreas Hofeneder, Patrizia de Bernardo Stempel (Hrsg.): Keltische Theonymie, Kulte, interpretatio. Verlag der Österreichischen Akademie der Wissenschaften, Wien 2013, ISBN 978-3-7001-7369-4.
- Kurt Latte: Römische Religionsgeschichte (= Handbuch der Altertumswissenschaft. 4). Unveränderter Nachdruck der 2. Auflage von 1967, C. H. Beck, München 1992, ISBN 3-406-01374-0.
- Bernhard Maier: Lexikon der keltischen Religion und Kultur (= Kröners Taschenausgabe. Band 466). Kröner, Stuttgart 1994, ISBN 3-520-46601-5.
- Bernhard Maier: Die Religion der Kelten. Götter – Mythen – Weltbild. Verlag C. H. Beck, München 2004, ISBN 3-406-48234-1.
- Günter Neumann: Matronen. In: Reallexikon der Germanischen Altertumskunde (RGA). 2. Auflage. Band 19, Walter de Gruyter, Berlin/New York 2001, ISBN 3-11-017163-5, S. 438–440 (Ansicht in der Google-Buchsuche).
- Peter Noelke: Weihaltäre mit Opferdarstellungen und -bezügen in der Germania inferior und den übrigen Nordwestprovinzen des Imperium Romanum. In: Jahrb. RGZM. 58, 2001, S. 467–590.
- Sebastian Ristow: Frühes Christentum im Rheinland. Die Zeugnisse der archäologischen und historischen Quellen an Rhein, Maas und Mosel. Aschendorff, Köln/Münster 2007, ISBN 978-3-86526-010-9.
- Alfred Schäfer: Götter, Gaben, Heiligtümer: Römische Religion in Köln. Zabern-Verlag, Darmstadt 2016, ISBN 978-3-8053-4949-9.
- Rudolf Simek: Lexikon der germanischen Mythologie (= Kröners Taschenausgabe. Band 368). 3., völlig überarbeitete Auflage. Kröner, Stuttgart 2006, ISBN 3-520-36803-X.
- Wolfgang Spickermann: Religionsgeschichte des römischen Germanien. II: Germania Inferior. Mohr Siebeck, Tübingen 2008, ISBN 978-3-16-149381-2.
- Bernardus Hendrikus Stolte: Die religiösen Verhältnisse in Niedergermanien. In: Wolfgang Haase (Hrsg.): Aufstieg und Niedergang der römischen Welt. Band II 18, 1 Religion (Heidentum: Die religiösen Verhältnisse in den Provinzen). Walter de Gruyter, Berlin / New York 1986, ISBN 3-11-010050-9, S. 591–671.

### Verkehrswege
- Jan Bemmann, Ursula Brosseder, Hans-Eckart Joachim: Der Rhein als europäische Verkehrsachse (= Bonner Beiträge. 16). Bonn 2013, ISBN 978-3-936490-16-9.
- Josef Hagen: Die Römerstraßen der Rheinprovinz. 2. Auflage. Bonn 1931.
- Landschaftsverband Rheinland, Rheinische Bodendenkmalpflege, Bonn: Erlebnisraum Römerstraße Köln-Trier, Erftstadt-Kolloquium 2007 (= Materialien zur Bodendenkmalpflege im Rheinland. 18). Treis-Karden, 2007, ISBN 978-3-9806426-9-9.
- Marcell Perse: Via Belgica, Unterwegs auf der Römerstraße Köln-Jülich-Heerlen. J.P. Bachem Verlag, Köln 2011, ISBN 978-3-7616-2364-0.